# ボーイング777
ボーイング777
Boeing 777
世界初の777（B-HNL・キャセイパシフィック航空）
- 用途：旅客機
- 分類：ワイドボディ民間旅客機
- 製造者： ボーイング
- 運用者：

  - エミレーツ航空
  - ユナイテッド航空
  - エールフランス
  - ほか
- 初飛行：1994年6月12日
- 生産数：1445機（2016年12月現在）
- 運用開始：1995年6月7日（ユナイテッド航空）
- 運用状況：運用中
- ユニットコスト：
 777-200ER: 2.62億USドル
 777-200LR: 2.96億USドル
 777-300ER: 3.20億USドル
 777-200LRF (777F): 3.01億USドル

ボーイング777 (Boeing 777) は、アメリカのボーイング社が開発した大型ワイドボディ双発ジェット機。一般的に｢トリプルセブン (Triple Seven)｣と呼ばれる。
本項では以下、ボーイング製の旅客機については、「ボーイング（B）」という表記を省略し、数字のみで表記する。たとえば「ボーイング767」であれば、単に「767」とする。

## 概要

### 開発の経緯
1980年代、ボーイングはすでに世界最大の旅客機メーカーとして君臨していたが、一方で猛追するエアバスの脅威にもさらされていた。とりわけリタイヤが進んでいた3発ワイドボディ機ロッキード L-1011 トライスターやマクドネル・ダグラスのDC-10の後継機争いでは、同じくマクドネル・ダグラスのMD-11、エアバスが1982年に構想を発表したTA9（後のA330）、TA11（後のA340）などへの対抗機種を持っていなかった。
そこで1986年暮れに、ボーイング社は767-300と747-400の間の座席数の差を埋める機体の開発の為、機体需要の市場調査を開始した。世界中の多くの航空会社に調査を行い、特にその中でもローンチカスタマーのユナイテッド航空や全日本空輸、ブリティッシュ・エアウェイズ、日本航空、キャセイパシフィック航空、アメリカン航空、デルタ航空、カンタス航空には機体の設計についても意見を求めた（ワーキング・トゥゲザー）。そして、1989年12月8日にボーイング社の取締役会の承認を経て正式に新型機「767-X」として航空会社に提案されることが決まった。
計画名の通り、当初ボーイング社はこの旅客機を767の派生型として計画しており、コックピットも従来の767とあまり変わらないものが考えられていた。しかし767の後に作られた747-400の方がより進んだコックピットを有しており、ボーイング機を多数使用してきたユナイテッド航空や全日本空輸などはこの従来の767と同系のコックピットを拒否し、747-400スタイルのコックピットにするよう求めたため、ボーイング社は747-400のコックピットレイアウトをベースに、さらに最新技術を盛り込んだコックピットを計画した。

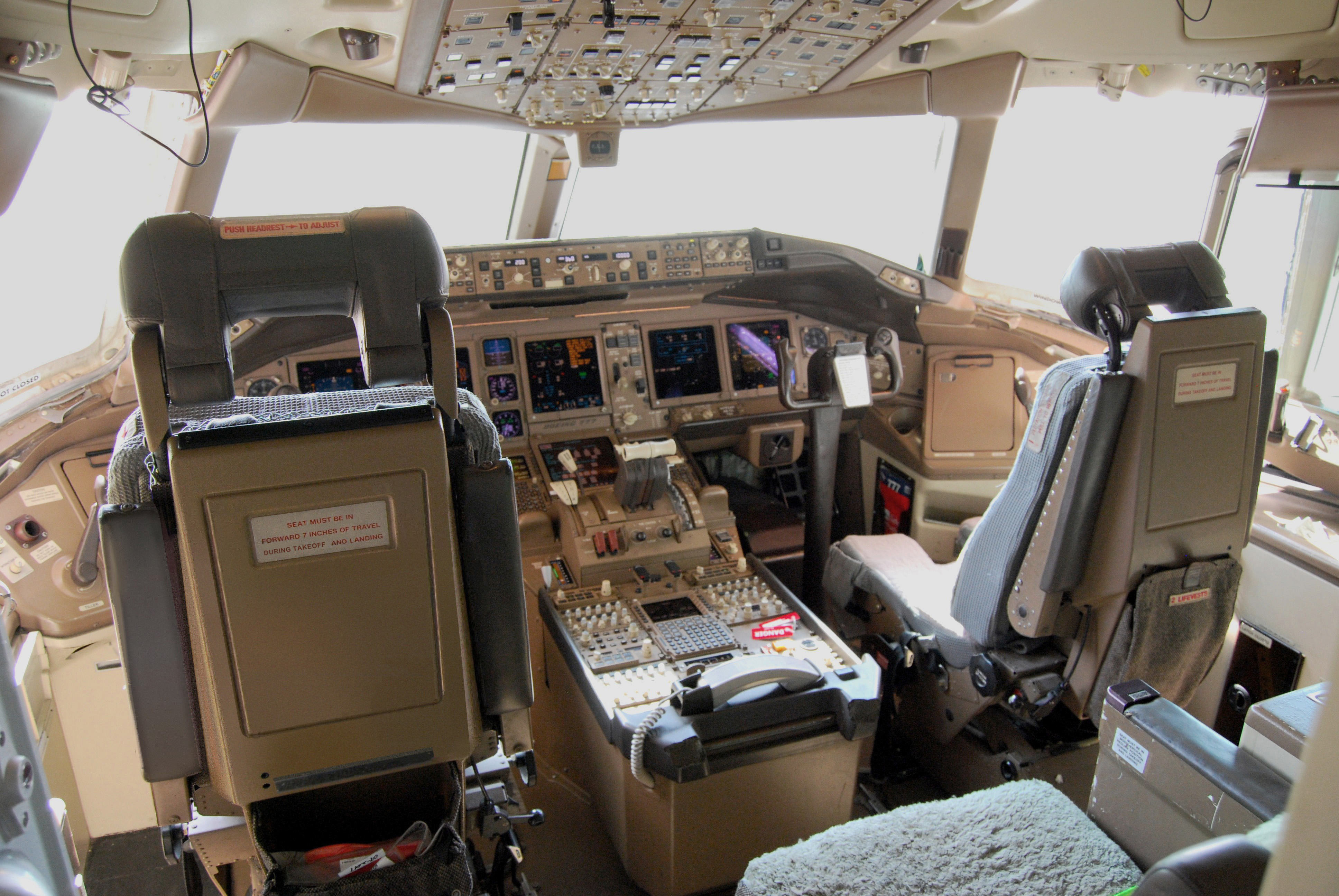
777-200ERのコックピット

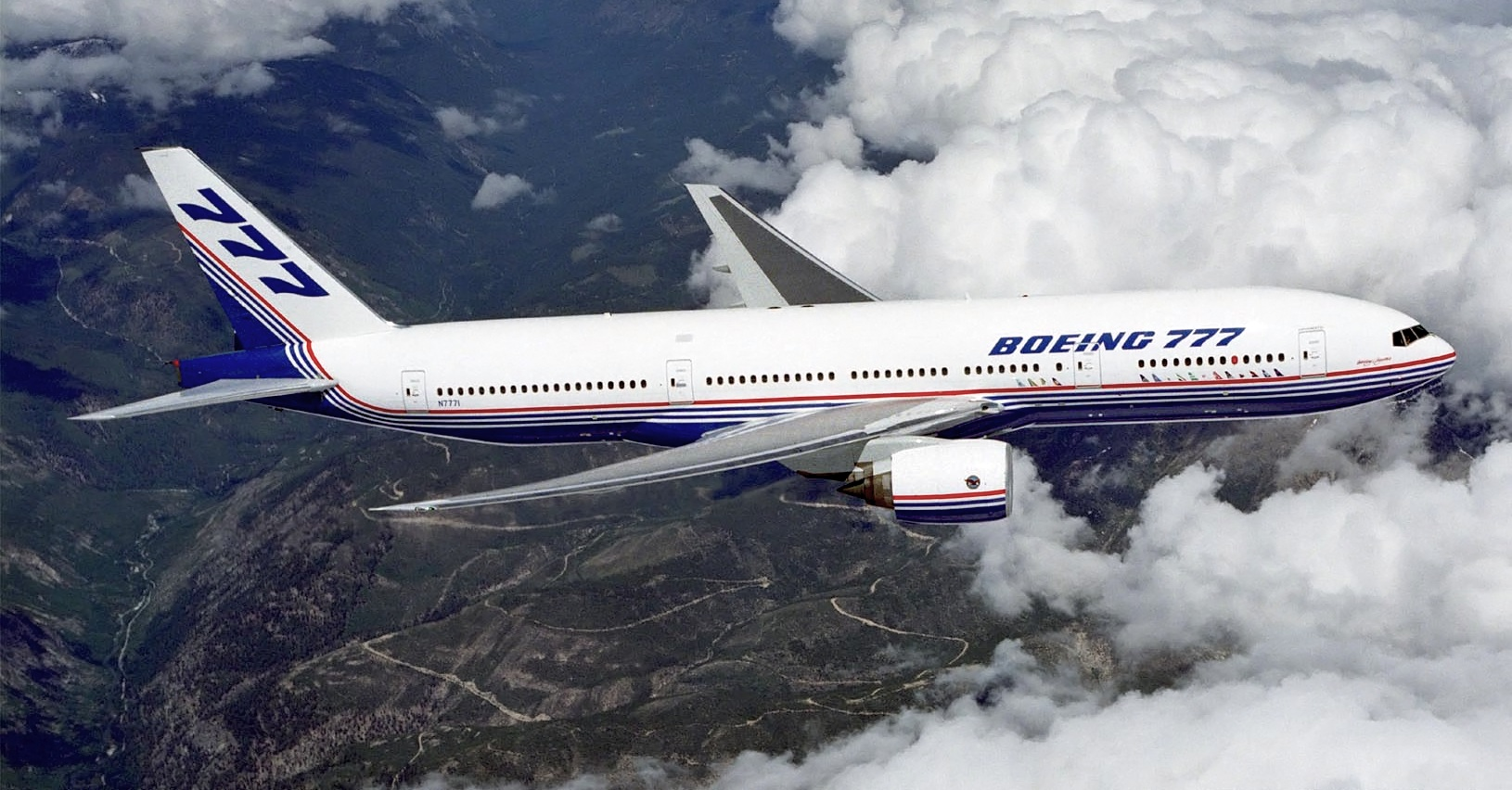
試験飛行中の777-200

また、機体規模についても航空会社などと詳細にすり合わせを行って調整した結果、767の胴体を捨て、標準で横に2通路9席を配置できる、より太い真円断面を用いた大きな胴体を採用することにした。この767-Xに対して、アメリカのユナイテッド航空が1990年10月15日に34機発注し、機体名も「ボーイング777」に変更された。続いて全日本空輸、ブリティッシュ・エアウェイズ、日本航空も発注した。
なお、世界初のボーイング777型機（登録記号：B-HNL）は最終的に香港のキャセイパシフィック航空で運航されていたが2018年に現役を引退し航空博物館に寄贈された。

### 特徴

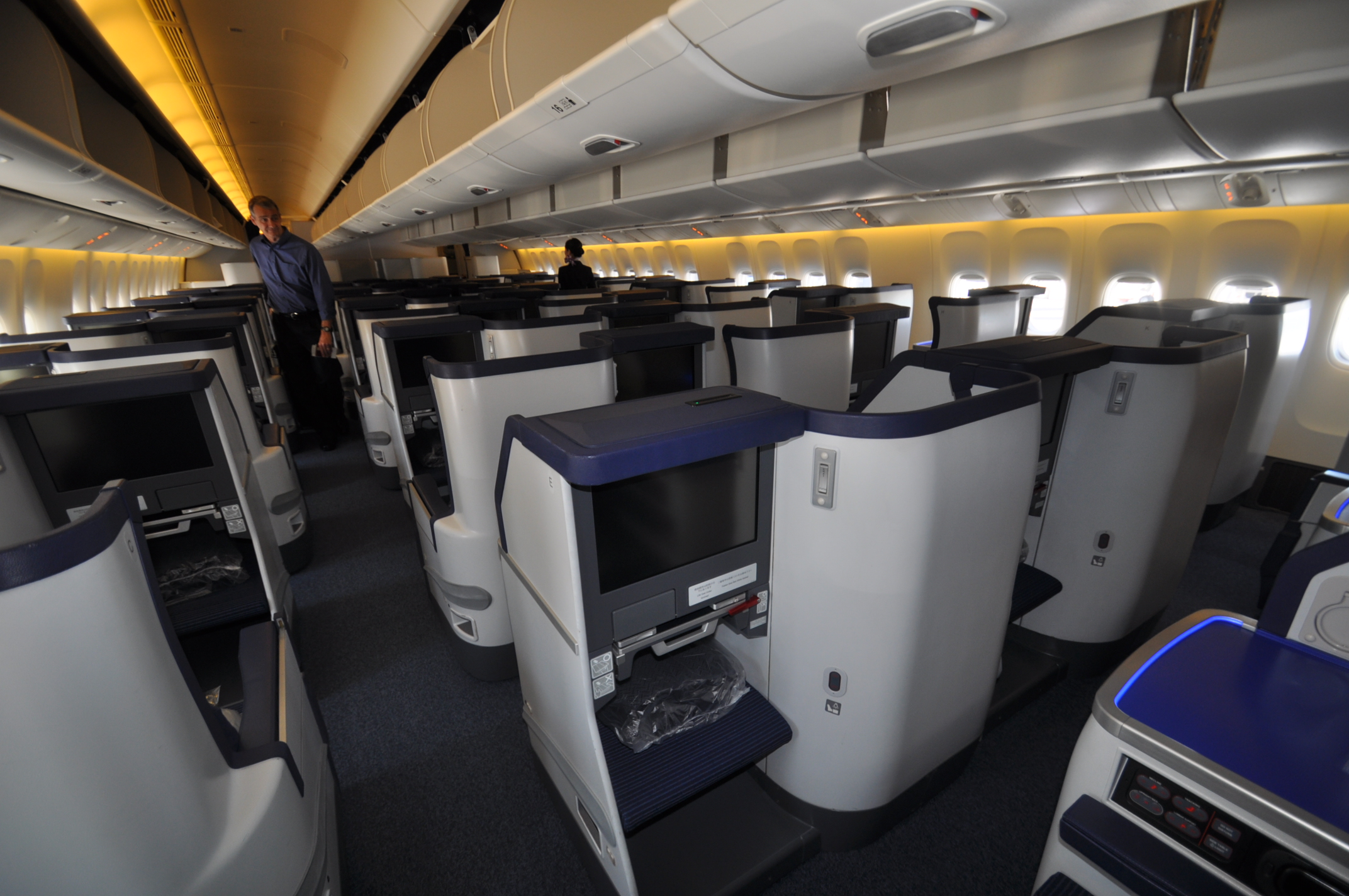
777の客室（全日本空輸・ビジネスクラス）

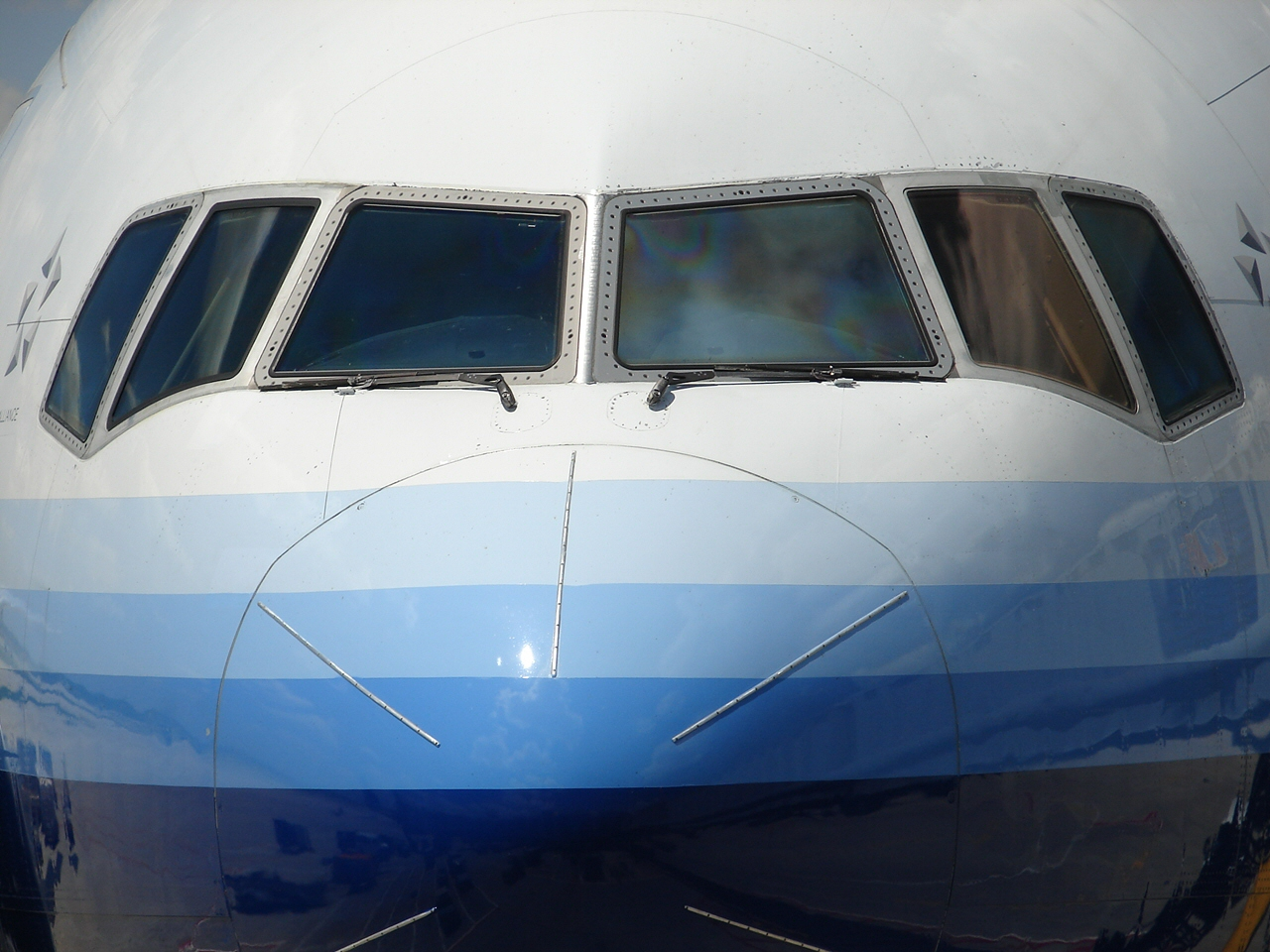
777のコックピット窓

777-300ERの翼幅、胴体長は747-400よりも大きく、双発機としては世界最大である。直径が737の3.76mの胴体に匹敵する直径3.25m（777-300ERのGE90-115Bの場合）のエンジンを備えている。着陸装置としては、2本の主脚にボーイングの旅客機部門としては初めてタイヤが6輪ずつ装備されたボギー式の着陸装置が採用されているが、タキシング時に前輪の操向装置が大きい操向角を取ると、主脚に大きな横方向の荷重とタイヤの横滑りが発生するため、操向角が10度以上になるとコンピュータ処理によりボギー最後端の車軸を左右に最大8度まで操向させる、主輪操向装置を装備している。太い胴体の中央部を1階の客室に充てたため、その下の貨物室も広く確保できた上に、客室天井と機体上辺との間のかまぼこ型の空間には、前部と後部にそれぞれコックピット・クルー用とキャビン・クルー用の休憩室を設けることができるため、長距離便でも交代乗務員用に客室や貨物室内に座席等を割り当てる必要がない。このように旅客と貨物の両面で収益が得られるよう考慮された飛行機であり、夜間に貨物専用便として運航されることもある。
777はボーイング社の旅客機としては初めて操縦系統にフライ・バイ・ワイヤを採用した。しかし、同じフライ・バイ・ワイヤ方式でもサイドステックを用いたエアバス社製の機体と違い、従来型の操縦桿を操縦席正面中央に残し、動翼面に掛かる振動や重さといった要素を操縦桿へフィードバックすることで擬似的に再現しており、従来のボーイング社製の機体を運航してきた航空会社でもパイロットが違和感なく最小のトレーニングで本機へ移行できるよう配慮されている。また、コックピットの表示装置は747-400と同じく6つのディスプレイで構成されているが、飛行管理装置 (FMC) や自動操縦制御の表示パネルを含めて、従来のブラウン管から液晶に変更されている。のちにメーカーオプションでヘッドアップディスプレイが装備されていたり、従来は操縦桿にクリップしていた航空路チャートを側面のモニターで表示できるようになっていたり（EFB＝エレクトロ・フライトバッグ）、自動操縦の方位設定パネルが横長に変更されるなどマイナーチェンジも行われている。
本機は、機体すべてがコンピュータ上で設計された世界初の商用航空機である。機体設計にはCATIAを用い、世界各地の開発拠点で並行して進められ、「バーチャル777」ともいえる仮想の機体を使って様々な試験が行われた。制御ソフトウェアの記述言語には「Ada」が採用されている。

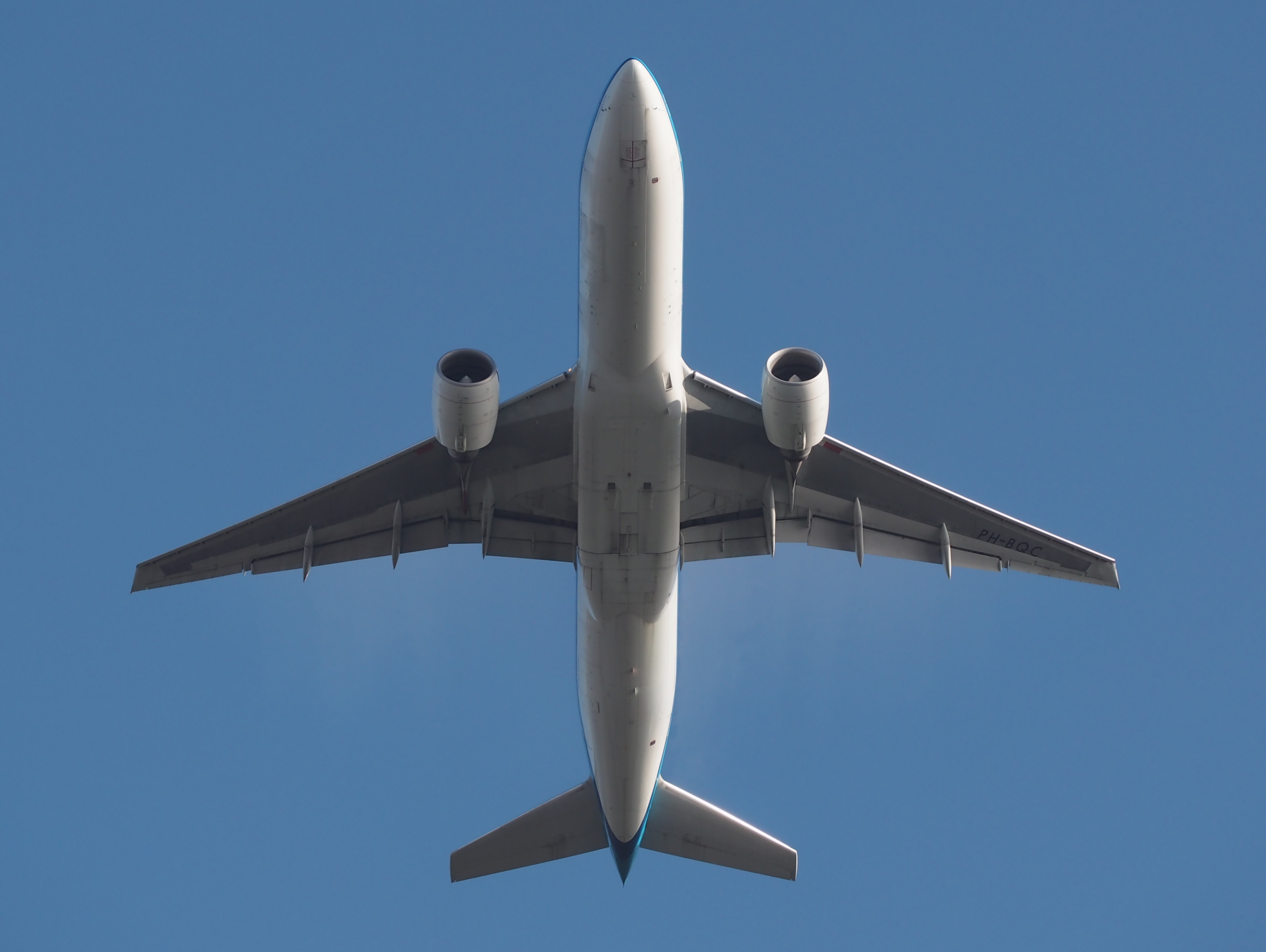
下面から見た777

日本はYXの2機種目として開発に参加しており、21%の開発分担比を占める。1980年代以降の大型航空機は開発から初飛行に至るまで、性能や設備等の問題で工程が遅れるものもあるが、777は工程が予定通り進められて開発された航空機である。
座席配列については、ファーストクラスはほとんどの航空会社が1-2-1の横4席配列を採用している。エコノミークラスは座席にゆとりを持たせるため、本来は3-3-3の横9席配列が主流であったが、2010年代中盤からは多くの航空会社が運賃をできるだけ抑えるため、3-4-3の横10席配列に変更する航空会社が多くなった。
ちなみに巡航速度は、最大でマッハ0.86である。

### ワーキング・トゥゲザー

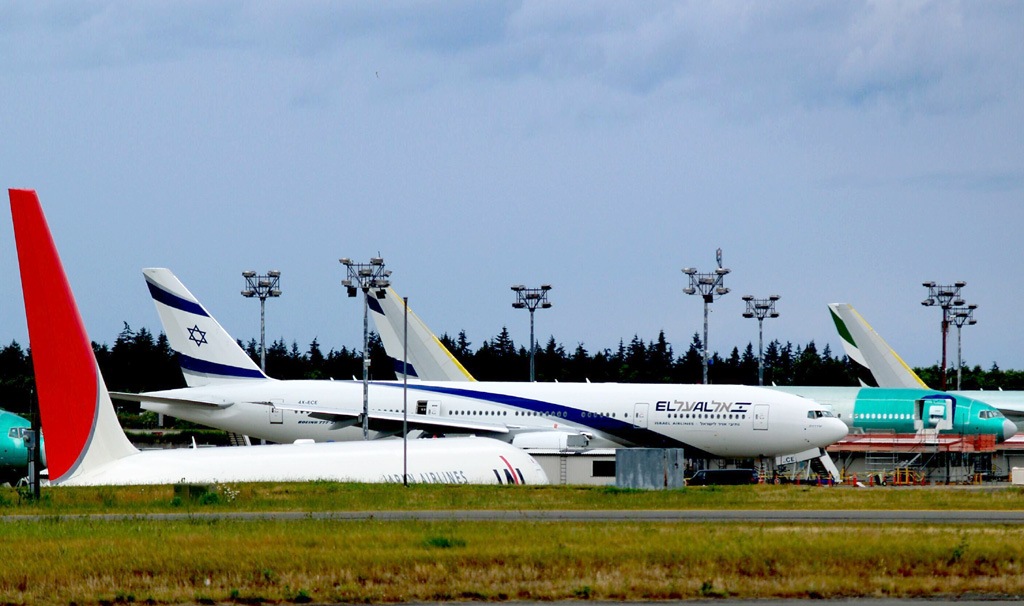
ボーイング社のワシントン州、エバレット工場で生産される777型機（手前から日本航空向け、エル・アル航空向け、エル・アル航空向け、エミレーツ航空向け）

777はボーイングと発注した航空会社が設計上の諸問題を解決したり、航空会社が個々の要望を出していく「ワーキング・トゥゲザー (Working Together)」を結成した（参加型デザインも参照）。これは777を767の単純な拡大版で作ろうとした際、多くの航空会社に反対されたため、開発当初からユーザーである航空会社の意見を取り入れようと考え出されたものである。
主な航空会社の要望を以下に挙げる。
ユナイテッド航空
ローンチカスタマー（最初の発注者）であるユナイテッド航空は、本拠地を置くシカゴの冬季を想定し、手袋をしたままで各部の点検用アクセスドアを開閉できること、またそれらの多くが大きな脚立などを用意しなくても手が届くような高さにすること、大型の横スライド式非常口は片手でも開閉できるようにすることを求めた。
全日本空輸
2番目に発注した全日本空輸は、便器の蓋がバタンと閉まるのは乗客が不愉快に感じることが多いために蓋がゆっくり閉まる機構などの提案を行った。
また、ボーイング社は777の機体の大きさから、空港での取り回しを良くするために主翼を折り畳む機能を標準装備にしようと考えていた。しかし、全日本空輸は主翼を折り畳む機能は機体重量を増加させ、構造も複雑になり整備もしにくくなるとして、この機能を標準ではなくオプションにすることを強く求め、ボーイング社はその求めを受け入れた。
ほかにも、整備用ハッチをキャビン床に取り付けること、降着装置に採用されているタイヤをバイアスタイヤから乗用車と同じラジアルタイヤ（ANAはミシュラン製を装着）に変更することも求めた。
日本航空
6番目に発注した日本航空は、777-300ER型機のノーズギアの緩衝装置の空気室を2つにするよう求めた。また、それに伴い、貨物積み下ろし時の重量変化に対する緩衝装置の伸び縮みが十分に小さいことを確認することも同時に求めた。
また、英語圏以外の運航乗務員や航空会社でもマニュアルの誤読などがなくなるよう、マニュアル類に使用されている英語を極力平易なものにすることを求めた。これに際し、JALは1985年の123便墜落事故以来、部品の不具合情報を蓄積した「信頼性データベース」を提供している。
ほかにも、ノーズギヤのパーキングブレーキ表示灯、高度計のQNHとQNE（高度計規正値）の切り替え機能装備について求め、採用された。

## 派生型
ボーイング社は777型機のバリエーションを明確にするために次の2つの特性を用いた。
1. 機体サイズ。777-200型機は基本のサイズであり、777-300型機は胴体延長することで収容力を増した派生型である。
2. 航続距離。ボーイング社は路線距離の3分類を明確にした。
  - A需要 - 3,900海里から5,200海里（7,200kmから9,200 km）
  - B需要 - 5,800海里から7,700海里（10,800kmから14,250 km）
  - C需要 - 8,000海里 (14,800 km) 以上

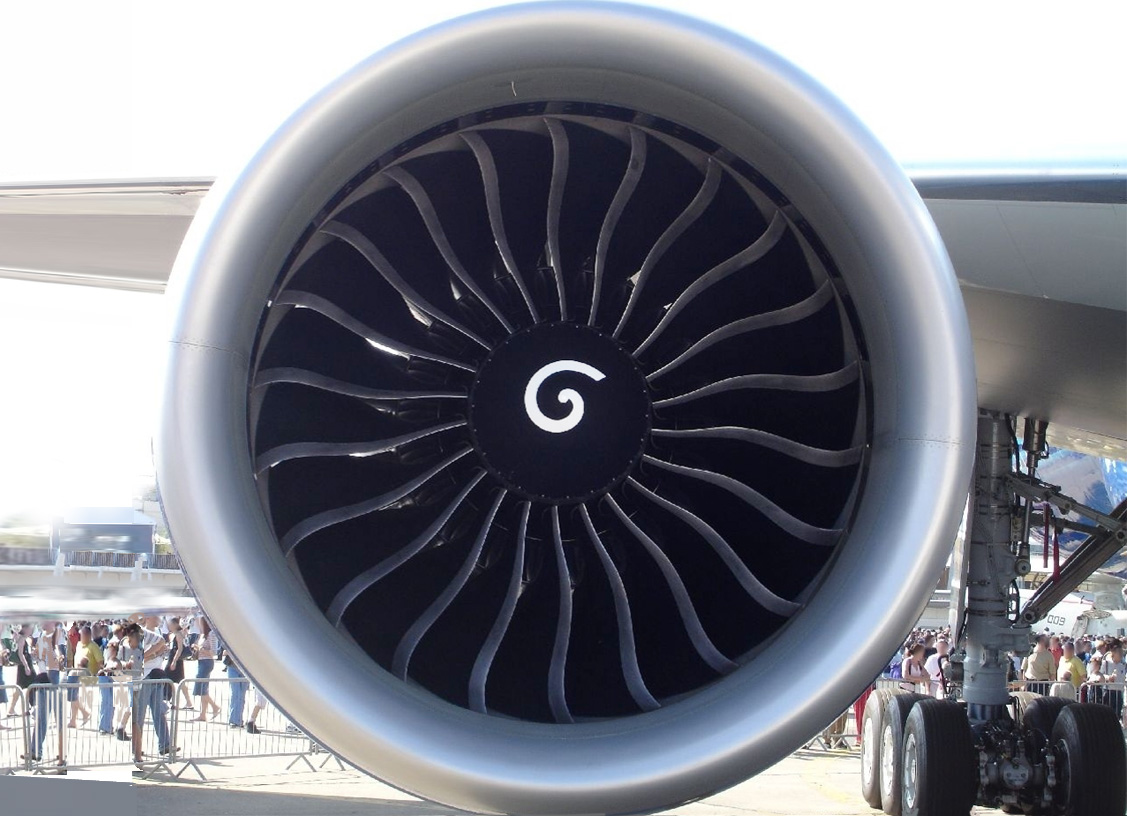
ゼネラル・エレクトリック GE90 ターボファンエンジン。777-200LR,777-300ER型機に搭載のもの

ボーイング社や777を運航する航空会社は777の派生型を区別するときに、モデル名である「777」と機体のサイズ（-200または-300）とを縮めてつなぎ合わせ、「772」や「773」といった表記をよく用いる。また、時には上記にあるような航続距離の3分類を表す識別子を付加する。たとえば777-200は「772」また「772A」と、航続性能を強化した777-300ERは「773ER」や「773B」「77W」（この中ではICAO機種コードに登録されている77Wが最も一般的である）と表記される。これらは航空会社の時刻表やマニュアル類でよく見られる表記法である。また、A - Cの需要分類は、777の最大のライバルであるエアバスA340と777とを比較する際にも用いられる。
IATAやICAO機種コードでは、777-200および-200ERが"772"、777-300が"773"、777-200LRおよび777Fでは"77L"、777-300ERが"77W"となっている。
777型の長距離型（-200LR, 300ER型）は開発に際し、それまでの派生型とは異なり、装備するエンジンをゼネラル・エレクトリック製のものだけとした。

### 777-100 (771B)
計画当初に考えられていた777-200の短胴型モデル。アメリカン航空の提案を受けて計画されていたが、実機は生産されないまま計画中止となり、767-400ERがこの計画機と同じマーケット向けのモデルとされている。

### 777-200 (772A)

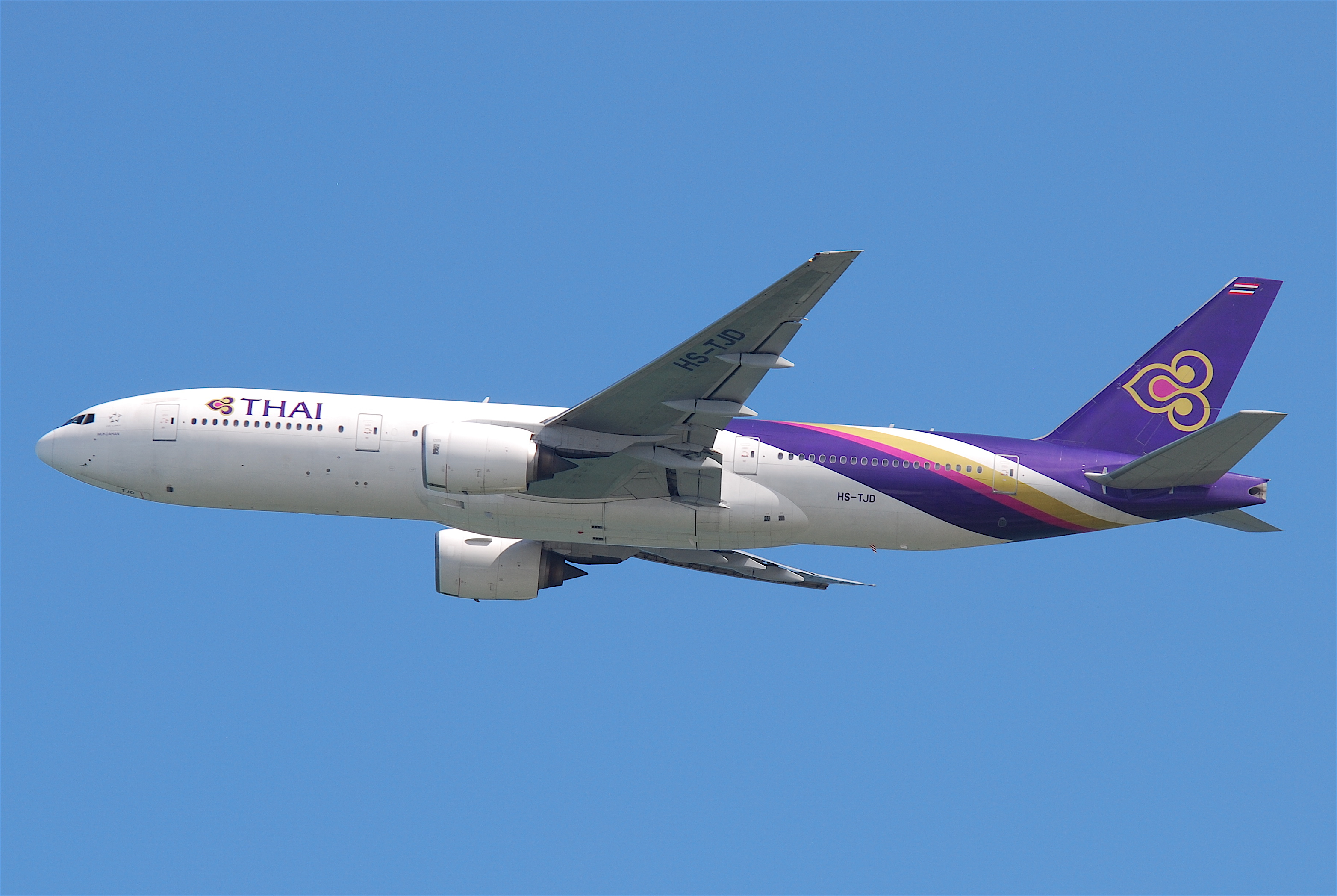
タイ国際航空の777-200

777シリーズ最初のモデルで、最大航続距離は5,210海里 (9,649 km)。
1994年6月12日、プラット&ホイットニーのPW4077エンジンを搭載したボーイングの試験第1号機が初飛行に成功している。
エンジンはプラット&ホイットニー (PW) のPW4000シリーズ、ゼネラル・エレクトリック (GE) のGE90シリーズ、ロールス・ロイス (RR) のTrent（トレント）800シリーズから選択でき、ローンチカスタマーでもあるユナイテッド航空はPW4000を、ブリティッシュ・エアウェイズがGE90を、キャセイパシフィック航空がトレント800を選択したことで各メーカーのエンジンを搭載した機体の製造が開始された。初飛行と飛行試験、型式認定の取得はPW4000→GE90→トレント800の順に行われた。
日本では1995年12月に全日本空輸、1996年4月に日本航空、1997年4月に旧日本エアシステムの順に導入・就航した。2024年現在は全日本空輸のみが国内線にて運航している。全日本空輸の一部の機体ではETOPS取得機（120分、180分）も存在しており、かつては成田国際空港発着の近距離国際線に就航していたが、のちに全機が国内線仕様に改修されている。なお、日本のエアライン3社が揃って同一の機材を導入した例は727-100以来となった。エンジンは3社ともにプラット&ホイットニーのPW4000を選択している。
全日本空輸はL-1011 トライスターの後継機として、日本航空はマクドネル・ダグラスDC-10の後継機として、また日本エアシステムは先に導入されていたエアバスA300-600Rを超えるキャパシティを持つ新たな国内線の主力機として導入した。
日本エアシステムは当時国内線初の3クラス（スーパーシート/レインボーシート/普通席）で運航し、日本航空も2007年以降はファーストクラス/クラスJ/普通席の3クラスで運航した。全日本空輸は国内線ではボーイング747以外の旅客機そして双発機としては初めて2クラス（スーパーシート*/普通席）配置として有償提供された（*就航当時の呼称）。有償飛行での座席数は、全日本空輸が当時世界でも例を見なかった横10列の密接した座席配置にして国内線で運航していた418席仕様が世界最多である（その後他社も国内線用として横10列を導入したほか、エミレーツ航空など一部の航空会社は国際線でも採用した）。なお、モノクラスでは440席の配置が可能とされている。2015年現在は、全日本空輸が405席で、日本航空が375席で運航されている。
また、2006年4月からの四発機の規制により777-300などと共に伊丹発着の幹線の主力となっている。
2014年6月、日本航空の所有する1機の777-200 (JA8981) が退役した。これは日本のエアラインにおける退役の第1号機となり、日本航空では初期に導入された機体から退役させている。これらの機体は離着陸を短時間で繰り返すという日本国内路線の特殊な事情もあって機体への疲労が激しいため他社へ転売されることはなく、スペアパーツの供給用として解体された。その一方で、2015年には全日本空輸が日本航空の1番機 (JA8981) よりも前に導入した年式の古い777-200の退役を数年延長し、繁忙期の国内幹線における需給調整用機材として活用することが発表された。すでに機体の減価償却が済んでいる自社保有機を有効活用することにより一年間に約90億円の収支改善効果が見込めるという。しかしながら、2016年5月からは全日本空輸でも777-200の退役が開始された。
2007年5月に日本航空向けの機材（機体番号：JA773J）として引き渡したのを最後に生産を終了し、後述のB777-200ER／-200LRへ製造を移行している。総生産機数は88機。そのうちの31機が日本の航空会社に導入された（全日本空輸：16機、日本航空：8機、日本エアシステム：7機）。
2021年2月20日に発生したユナイテッド航空328便エンジン故障事故を受け、国土交通省はPW4000エンジンを搭載した777の運航停止を命じた。それに伴い、日本航空は予定を前倒しして21機あった777-200を全機退役した。

### 777-200ER (772)

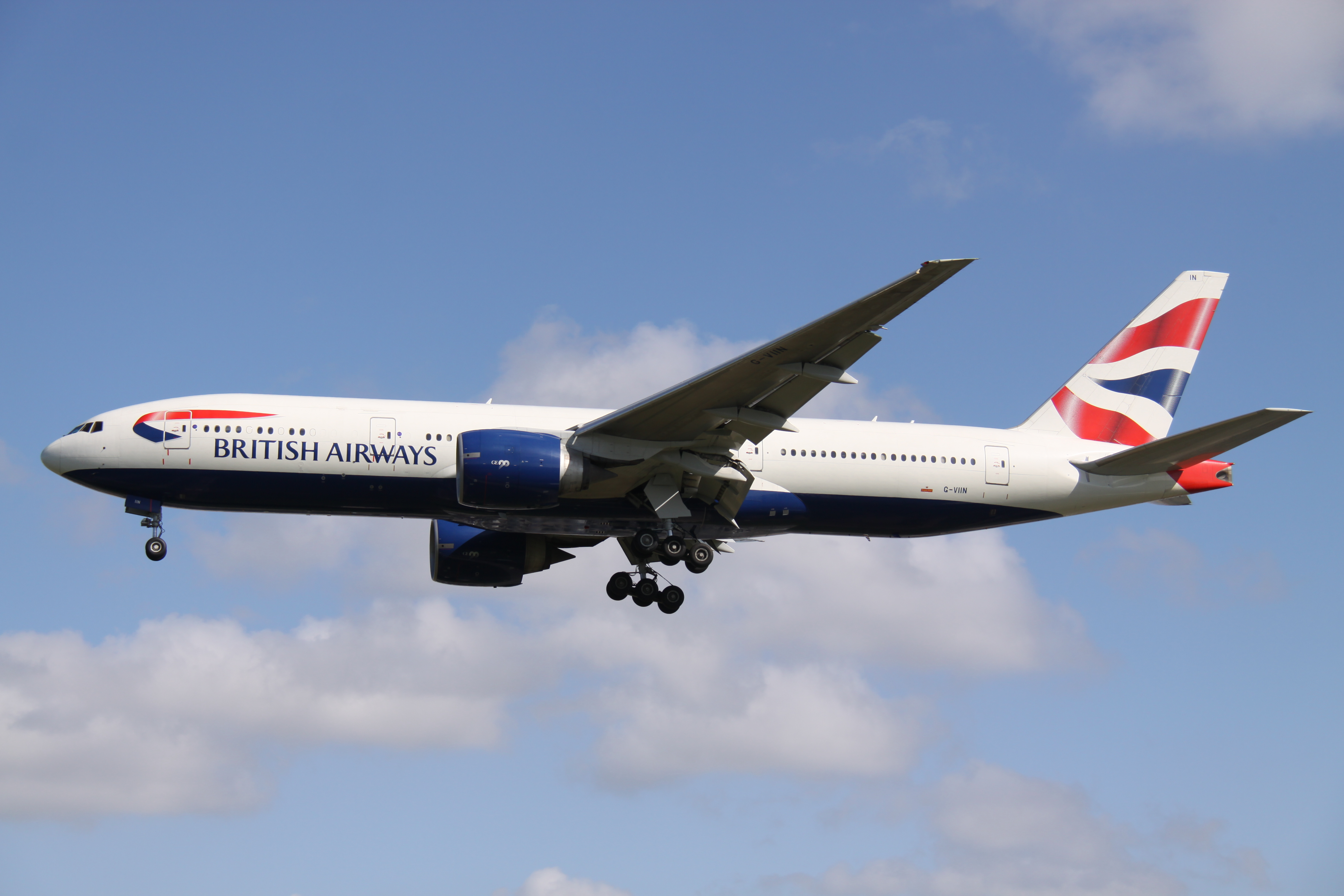
777-200ERのローンチカスタマーであるブリティッシュ・エアウェイズ

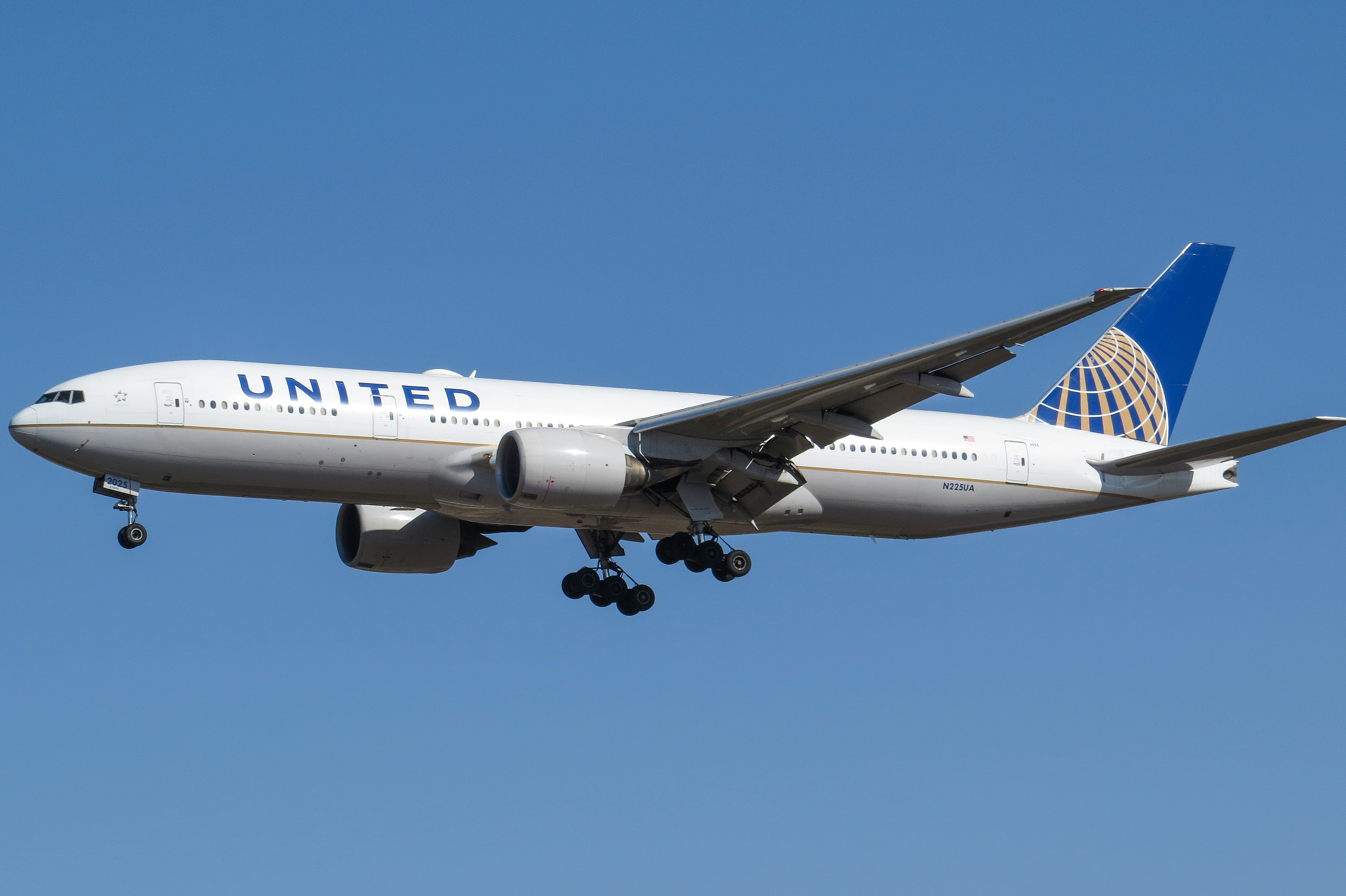
ユナイテッド航空の777-200ER

標準型 777-200 に対して、主として燃料タンク容量の増加およびそれに応じたエンジン推力の増強により航続距離を延長させたもの (ER: Extended Range) で、燃料タンクや送油ポンプ等の補機類やエンジンなどの動力系を-300から流用することで動力性能と航続性能を強化している。開発当初は-200IGW (IGW: Increased Gross Weight) と呼ばれていたが、すでに767で使用されていた "ER" に変更されることとなり、その後737などでもこれが使用されていくこととなった。最大航続距離は7,730海里（14,316キロメートル）。ローンチカスタマーはブリティッシュ・エアウェイズで、1996年10月7日に初飛行。1997年2月9日にブリティッシュ・エアウェイズ（GE製エンジン搭載機）によって初就航。
日本では1999年から全日本空輸が導入を始め、2002年からは日本航空でも導入された。日本航空ではマクドネル・ダグラス MD-11や同DC-10-40の後継機として導入し、韓国や中華人民共和国、東南アジアなどの中、近距離国際線から北米、欧州などの長距離国際線まで幅広い路線に投入されており、国際線主力機材の一つになっている。全日本空輸も当初は国際線で使用したが、2012年度から再度導入が開始された機体は全機が国内線専用機材として運航されており、また国際線仕様機も787の導入により2017年5月までに全機国内線仕様に改修された。
3発機や4発機に代わって長距離路線に投入にしている航空会社（アメリカン航空や日本航空、アリタリア航空、TAAGアンゴラ航空など）と、旅客数に応じて4発機と使い分けている航空会社（ブリティッシュ・エアウェイズやKLMオランダ航空、アシアナ航空、中国国際航空など）の2つに分かれる
777-300ERおよび777-200LRと異なり、2010年代において生産中の777ファミリーの中では唯一エンジンメーカーの選択が可能なモデルである。日本では全日本空輸が-200および-300と同一メーカーであるPWエンジンを、日本航空ではのちに導入する-300ERとの共通化を図ってGEエンジンを選択して国内線仕様機（PWエンジン）との運用の差別化を図っている。2010年代に入って製造される機体は、3メーカーの中で最も強力な推力を生み出すGE製エンジンの搭載機が増えつつある。2015年9月現在の引き渡し数は422機。キャパシティが比較的近いB787-9が就航を開始したこともあり、2013年7月にアシアナ航空向けの機材 (HL8284) を引き渡して以降、受注はない。

### 777-200LR (77L)

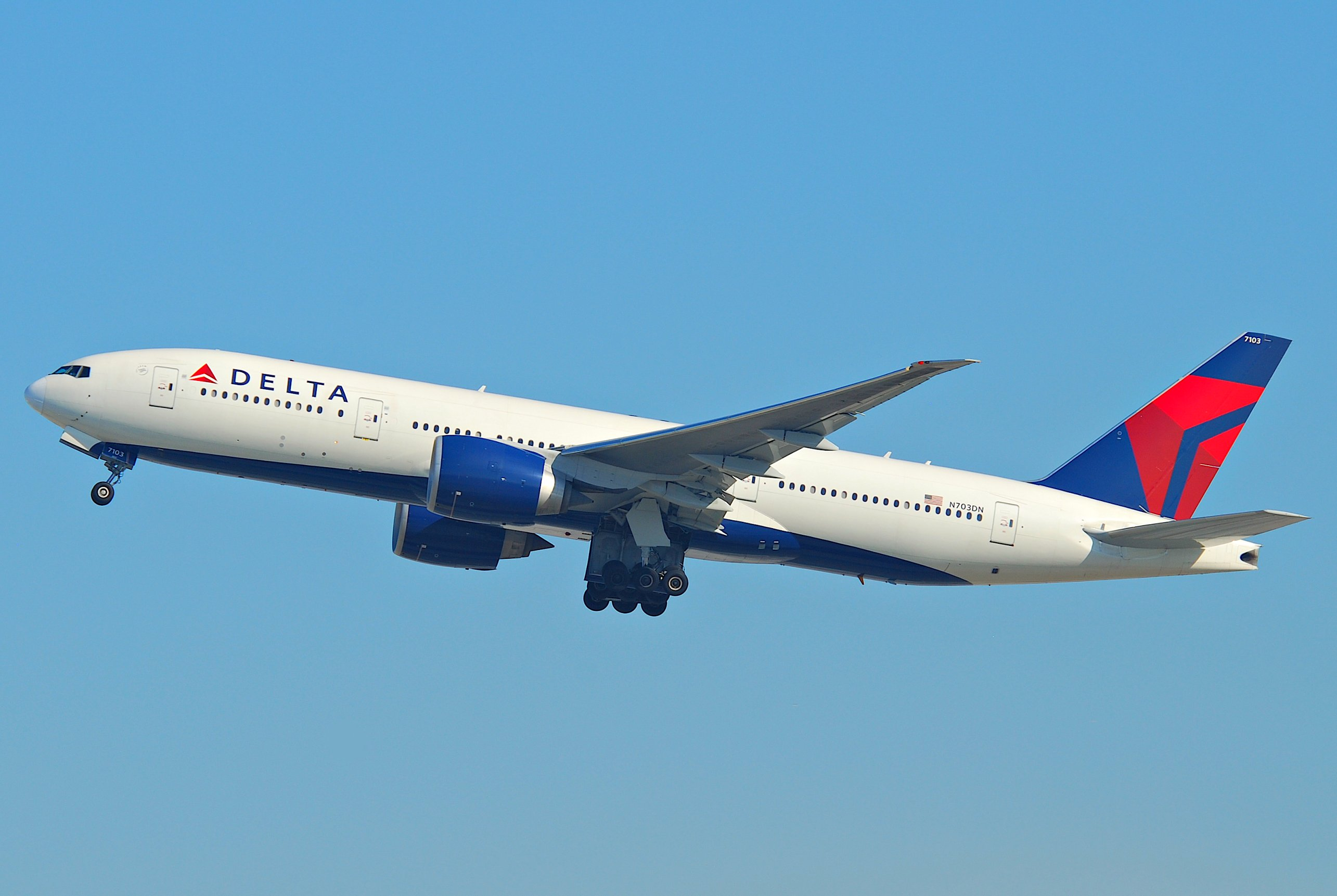
デルタ航空の777-200LR

777-200ERをベースに航続距離をさらに延長させたもの (LR: Longer Range) である。
後述する777-300ERが搭載するGE90-115Bエンジンを-200LR用に最適化した「GE90-110B」を搭載した。このエンジンは、航続距離延長に伴い、従来の777で使用されているエンジンよりも明らかに大きくなっている。
主翼端は777-300ERと同様にレイクドウイングチップが装着され、翼幅もそれに等しいものとなっている。通常の航続距離はおよそ15,000 km以上だが、増槽タンクを装備すれば最大航続距離が9,420海里（17,446キロメートル）まで延長できるメーカーオプションまで用意されている。
ローンチカスタマーはパキスタン国際航空で、初飛行は2005年3月8日であった。同年11月10日、東回りでの香港 - ロンドン間の11,663海里（21,600キロメートル）を22時間42分かけて連続飛行し、民間機の航続距離世界記録を更新している。
現在運航されている全ての旅客機の中では世界最長の航続距離を有しており、世界中のほとんどの空港間をノンストップで結ぶことが可能となるため、ボーイング社はこの派生型を「ワールドライナー (Worldliner)」と名付けている。主な運用エアラインは、エミレーツ航空、パキスタン国際航空、エア・インディア、エア・カナダ、カタール航空、デルタ航空など。
2014年4月にトルクメニスタン航空向けの機材（機体番号：EZ-A779）を引き渡して以降は製造が止まっていたが、2015年11月17日にクリスタル・クルーズが本機のビジネスジェット仕様を2機購入することを表明し、クリスタル・ラグジュアリー・エアが2017年以降に世界1周ツアーを運航する。2019年6月開催のパリ航空ショーにおいて、トルクメニスタン航空が同型機を1機発注する意向が示された。
2015年9月時点での生産機数は59機。また､2018年10月､非公開ではあるが1機発注がおこなわれた。

### 777-300 (773)

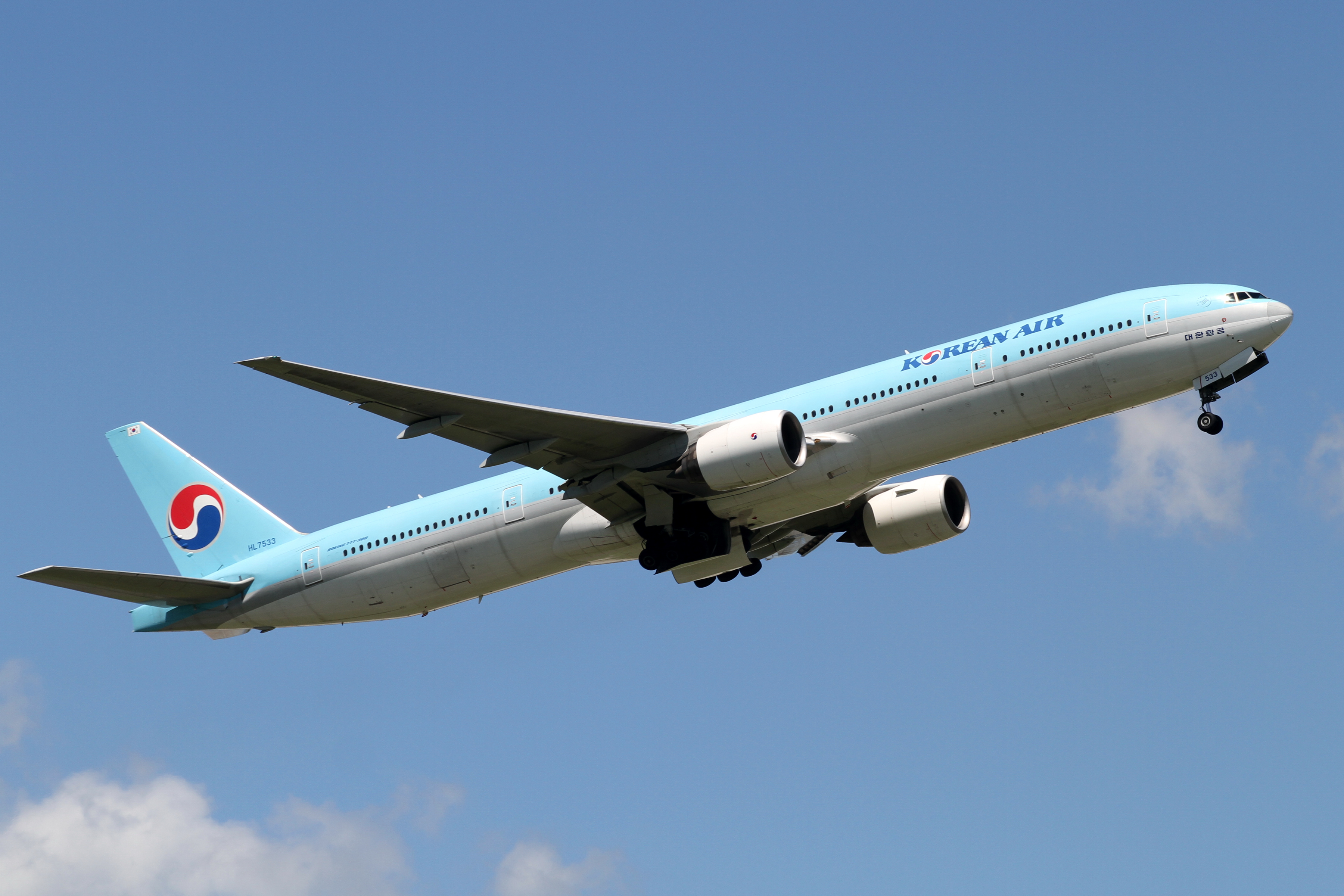
大韓航空の777-300

777-200の胴体を延長したA需要向けの機材。747-100型機および-200型機の代替として設計された。双発機としては世界最長を誇る旅客機である（73.9m、ちなみに双発機でなければ世界最長は747-8で76.3m）。
また、777-200との2つ目の大きな違いは、胴体を延長したことによるドアの数である。-200が片側4個ずつ（合計8個）のドアであるのに対し、-300のドアの数は片側5個ずつ（合計10個）となった。つまり、ドアの数を数えれば、-200と-300が識別できる。
その長い胴体長ゆえに、胴体後方下部にテールスキッドを装備し、GMCS（グランド・マニューバー・カメラ・システム）という新機能が搭載され、主脚が誘導路からはみ出さないようコックピットから監視できるようになっている。最大航続距離は5,955海里 (11,029 km)。ローンチカスタマーはキャセイパシフィック航空で、1号機は1998年5月21日に引き渡された。
エンジンは777-200同様に3メーカーから選択可能で、各社が777-300用に新開発した推力増強型をラインナップした。なお、本モデルではGE製エンジンを選択したエアラインがなかったため、GE90-92/94エンジンを搭載した777-300標準型の機体は存在しない。
日本では日本航空と全日本空輸が開発決定直後に発注のうえ、1998年より導入し全機が国内線で運航されている。日本航空と全日本空輸とも747SR-100（日本航空は747-100BSUD/SRも）の後継機として導入した。日本国外の航空会社では後述のようにアジアの航空会社の運用が多く中距離または近距離の国際線に投入されており、新千歳、羽田、伊丹、福岡、那覇などの空港で頻繁に目にすることができるため日本でも馴染み深い機体である。
有償飛行での世界最多座席供給数は、全日本空輸が国内線で運航していた525席仕様で、これは双発機としても世界最多であった。なお、モノクラスでは550席の配置が可能とされている。2015年現在は全日本空輸が国内線で514席で、日本航空が国内線で500席仕様というハイデンシティ仕様で運航していたが、2020年12月JAL904便、2021年2月20日、ユナイテッド航空328便エンジン事故があり、 PW4000エンジンを搭載したB777型機が運航停止。それに伴い、運航再開時期が見込めないため、日本航空は計画より1年前倒しで引退をした。500席を超える双発機を運航するのは日本の全日本空輸のみである。2014年3月31日をもって全日本空輸のB747-400D型機が全機退役したことにともない、翌4月1日より同型機が日本の国内線で有償飛行する最大の旅客機となっている。日本航空は次期国内線機材として、B777-300の後継機はエアバスA350-900、そして全日空の場合の後継機はボーイング787-10である。全日空の機体は2019年度以降、退役する予定である。
2006年7月に引き渡されたキャセイパシフィック航空向けの機体（機体番号：B-HNQ）を最後に生産を終了し、以降は後述のB777-300ERへと生産を移行している。総生産機数は60機で、そのうちの14機が日本の航空会社に導入された（日本航空・全日本空輸ともに7機）。777シリーズの中では中古機を含めて米国系と欧州系エアライン（ロシアを除く）が唯一導入していないモデルで、日本をはじめとしたアジアのエアラインを中心に導入されたのが販売上の大きな特徴である。
新造機を導入した航空会社は全日本空輸、日本航空（旧日本エアシステム発注分を含む、日本エアシステムが発注した機材も日本航空のカスタマーコードが付与されている）、大韓航空（以上がP&W製エンジン搭載）、シンガポール航空、キャセイパシフィック航空、エミレーツ航空、タイ国際航空（以上がロールスロイス製エンジン搭載）のみである。

### 777-300ER (77W)

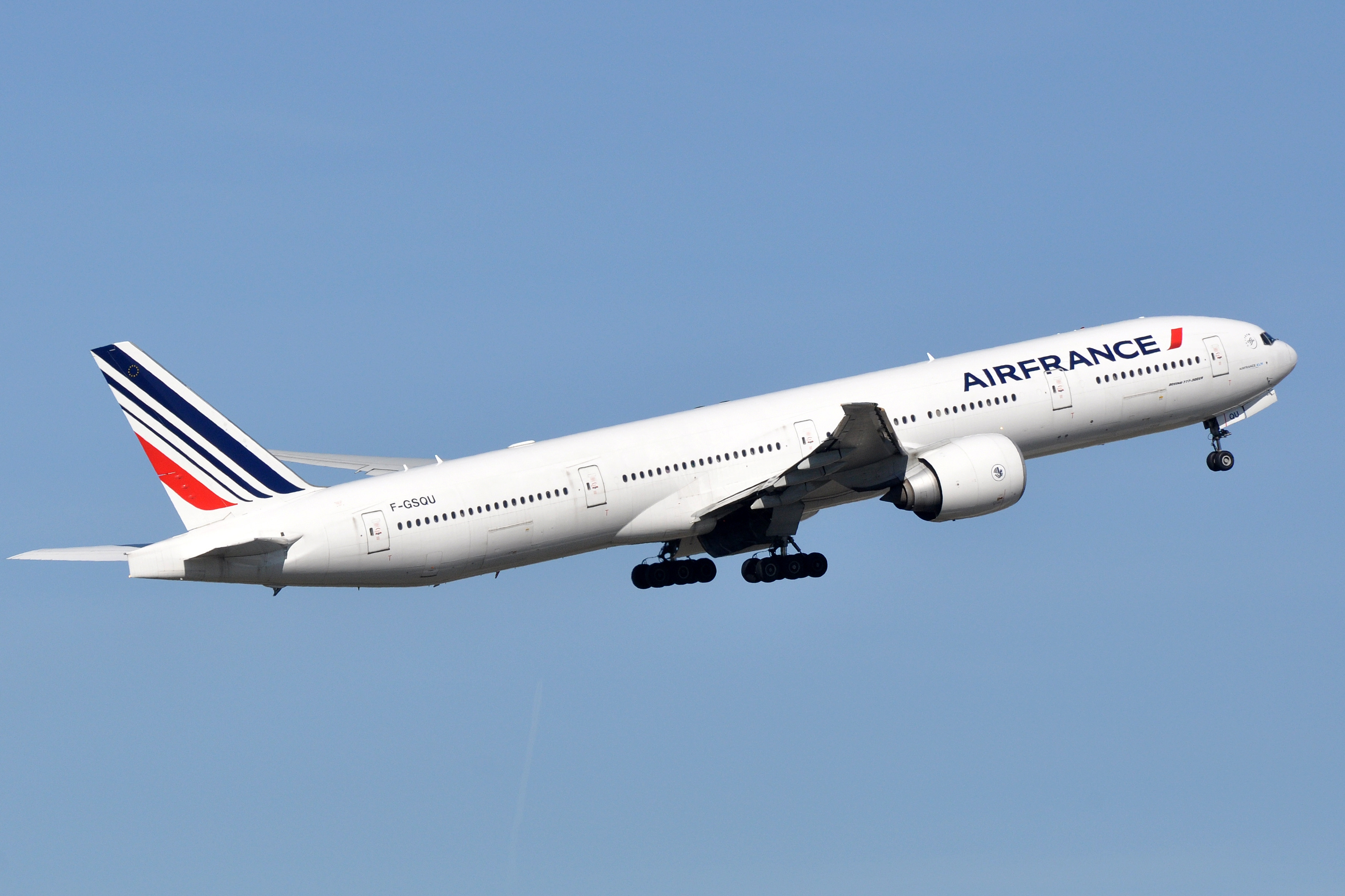
世界で初めて777-300ERを有償運航したエールフランス（ローンチカスタマー）

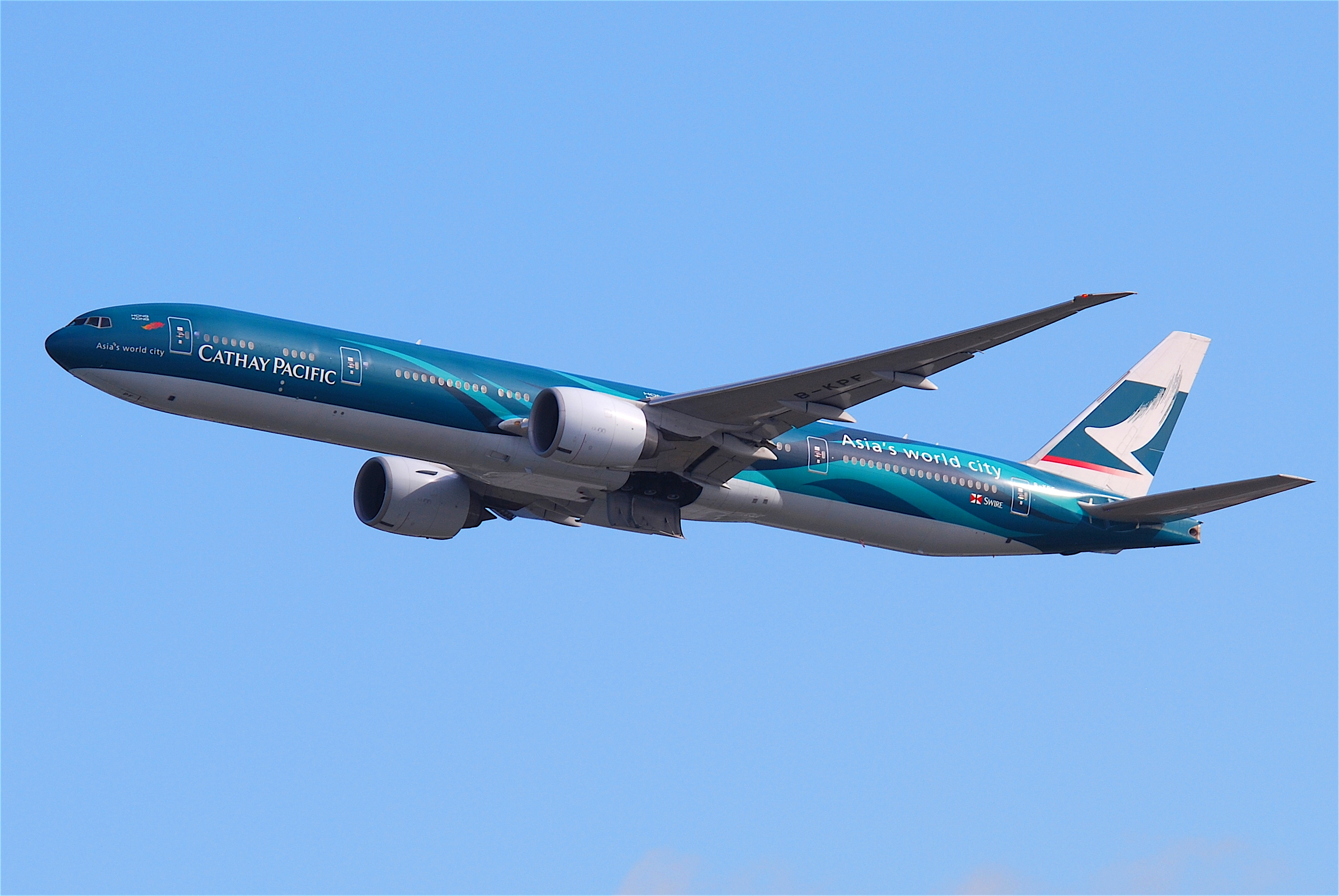
キャセイパシフィック航空の777-300ER

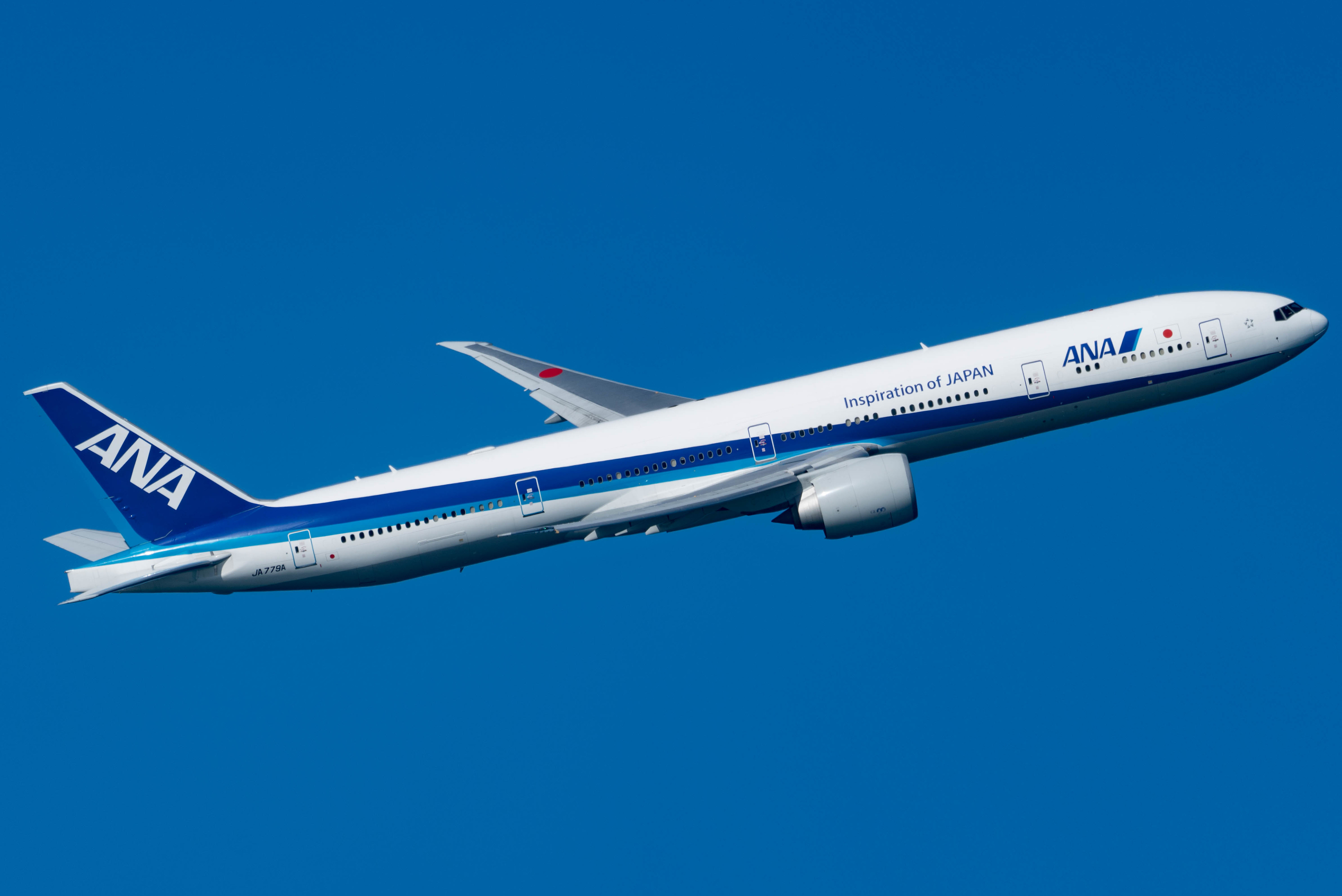
ANAの777-300ER

777-300型機の航続距離延長型であり、747-400型機の後継需要向け機種として設計された。エアバスA380-800型機および747型機に続く3番目に大きな商業旅客機である。最大航続距離は7,880海里 (14,594 km)。初飛行は2003年2月24日である。2014年現在、777ファミリーでは最多の受注数を保持し、記録更新中である。
この777-300ER型機は、115,300 lbf (513 kN) の推力を生み出し、世界でもっとも強力なターボファンエンジンであるGE90-115Bエンジンを搭載したほか、多くの改良が行われている。　　　　　　　　　　　　　　　　　　　　　　　　　　　　　　　　　　

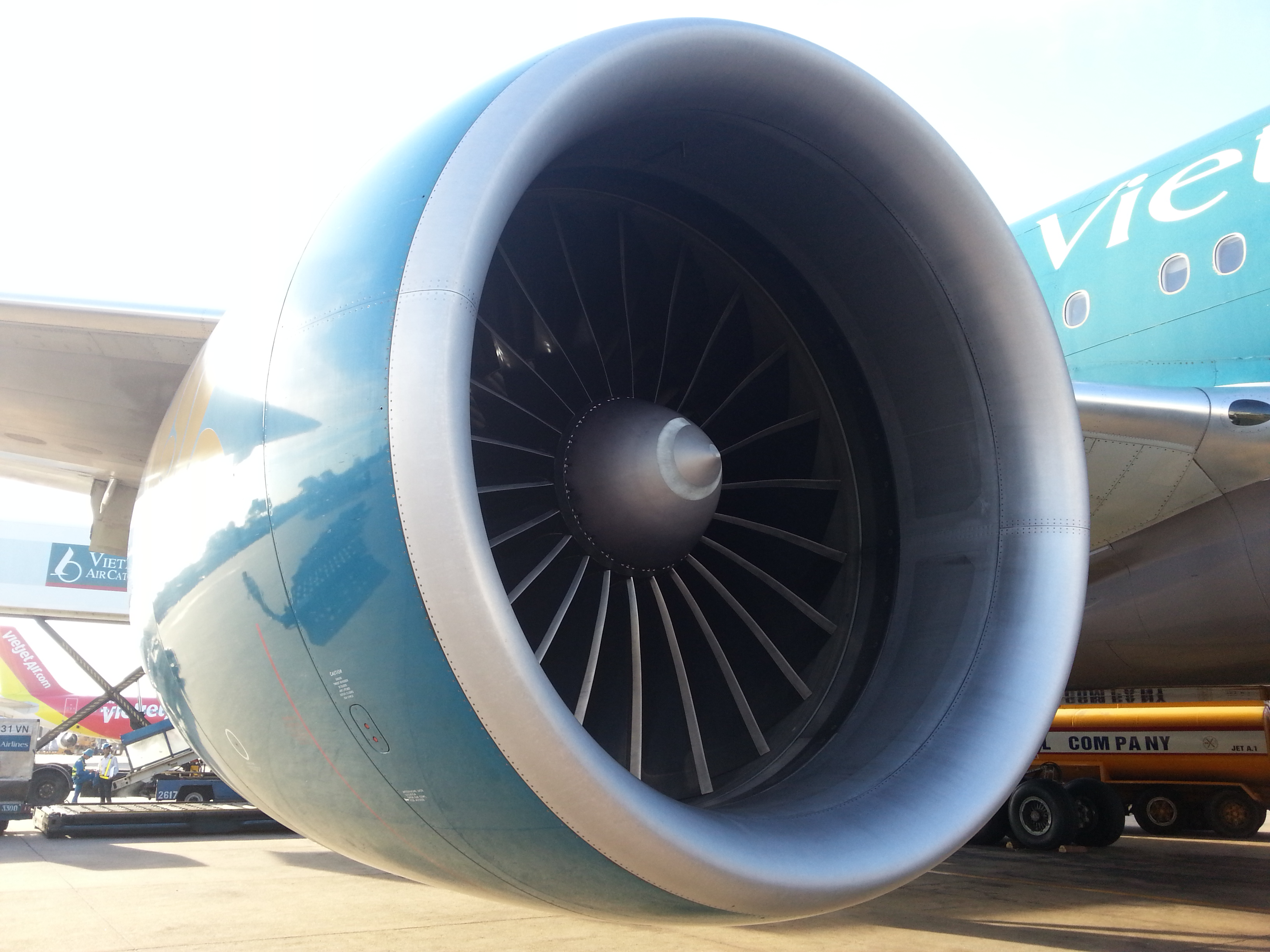
ベトナム航空のB777-300ERに搭載されているGE90-115B。世界最大推力のエンジンである。

主翼は777-300標準型よりも延長されており、翼端は角度を付けて後方に曲げられているレイクドウイングチップが装備されている。これは777-200LR、767-400、747-8、787シリーズで採用されている。　　　　　　　　　　　　　　　　　　　　　　　　　　　　
777-300ER型機のローンチカスタマーは最初に合意発注した日本航空であり、試験飛行に使用された2機はいずれも日本航空の機材である。これら2機はワールドツアーの一環で日本にも飛来している。試験飛行時はワールドツアーも掛けてか「世界地図」の塗装が施され、試験機としては珍しい「特別塗装機」ともなった。
なお、最初に有償運航を開始したのはエールフランスであり、ボーイング社の公式サイトではエールフランスがローンチカスタマーとなっている。最大保有機数を誇るのは中東アラブ首長国連邦 (UAE) のエミレーツ航空である。同社は単独の航空会社として最多の計128機を保有、ドバイと欧米を結ぶ路線を中心に中長距離国際線で活躍している。
2011年9月30日までに37社543機、同年末までに603機の受注を獲得しており、同年10月22日に同シリーズ通算300機目としてビーマン・バングラデシュ航空へデリバリーされた。2015年9月現在、596機が引き渡されている。
日本ではローンチカスタマーの日本航空が最初に導入し、次いで全日本空輸が導入し運用中である。さらに全日空では2010年代に、新造機6機を追加発注しており、この追加発注分については2015年から受領を開始し、2016年までに同社のB777-300ER型機の保有機数は計20機を超えている。両社ともこの型を747-400型機に代わる主力機として主に、欧米/北米などの長距離路線に投入しているが、日本航空は東京（羽田）発着・成田発着の一部の国内線でも国際線接続便として運用している。                                                
この型の導入を進めている航空会社のほとんどは、747シリーズもしくはエアバスA340シリーズで就航していた路線をこの型に置き換えている（例：日本航空、全日本空輸、エールフランス、エア・カナダ等）。また、A380やB747-8など、超大型機と並行する主力機または最新のフラグシップとして導入した航空会社もある（例：チャイナエアライン、TAMブラジル航空、ターキッシュ エアラインズ等）。
双発機ながら世界のほとんどの主要都市を直行便運航可能なことや、非常に高い安全性を長い運航実績で自ら証明していることが受注につながっていると考えられる。さらにエンジンはGE社製のみとしていながら、ロールス・ロイス社製のエンジンをもっぱら選定するブリティッシュ・エアウェイズからも例外的に受注を獲得しており、世界の航空会社から支持を得ている。
2012年3月、エミレーツ航空向けのこの型式によって量産1000号機が引き渡された。これは民間ワイドボディ旅客機では747以来の快挙（1000機目の型式は、747-400）だが、初号機の引き渡しから1000機目の引き渡しに要した期間は、747-400のそれを塗り替え最短となった。なお、エミレーツ航空には100機目の777-300ER（機体番号：A6-ENV）も受領しており、596機のうち約4分の1にあたる150機は同社で運航していることになる。
近年では、エバー航空で運航していたB777-300ERの初期導入分が数機退役及びGEキャピタルなどへのリースバック、また他航空会社でもCOVID-19の流行で航空需要が落ち込んだこと、さらに初期導入分の経年も近づいていることから、本格的な退役も目立ち始めている。2020年より、後述する貨物機への改修も本格的に始まった。

### 777-200LRF (777 Freighter)

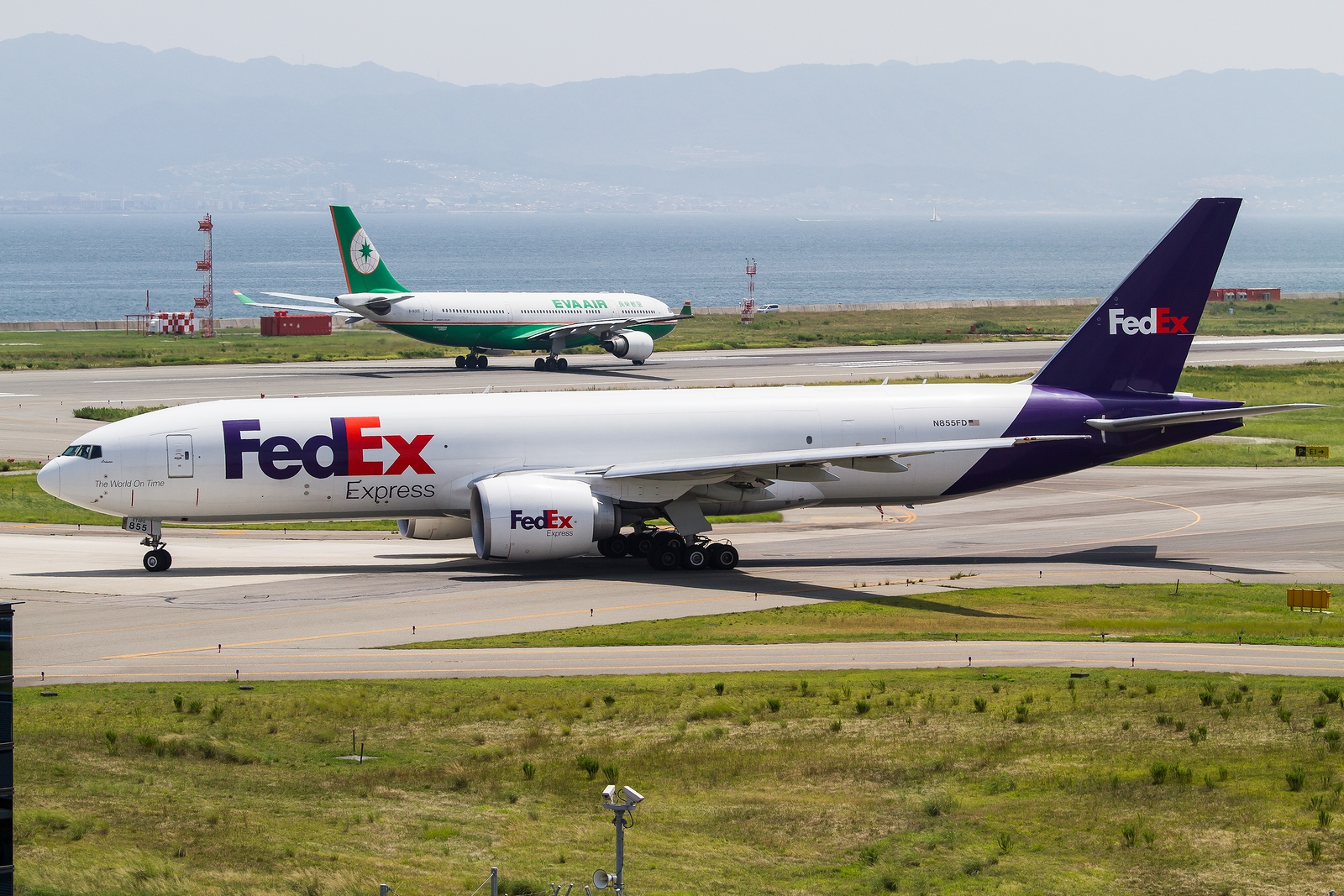
フェデックスの777F

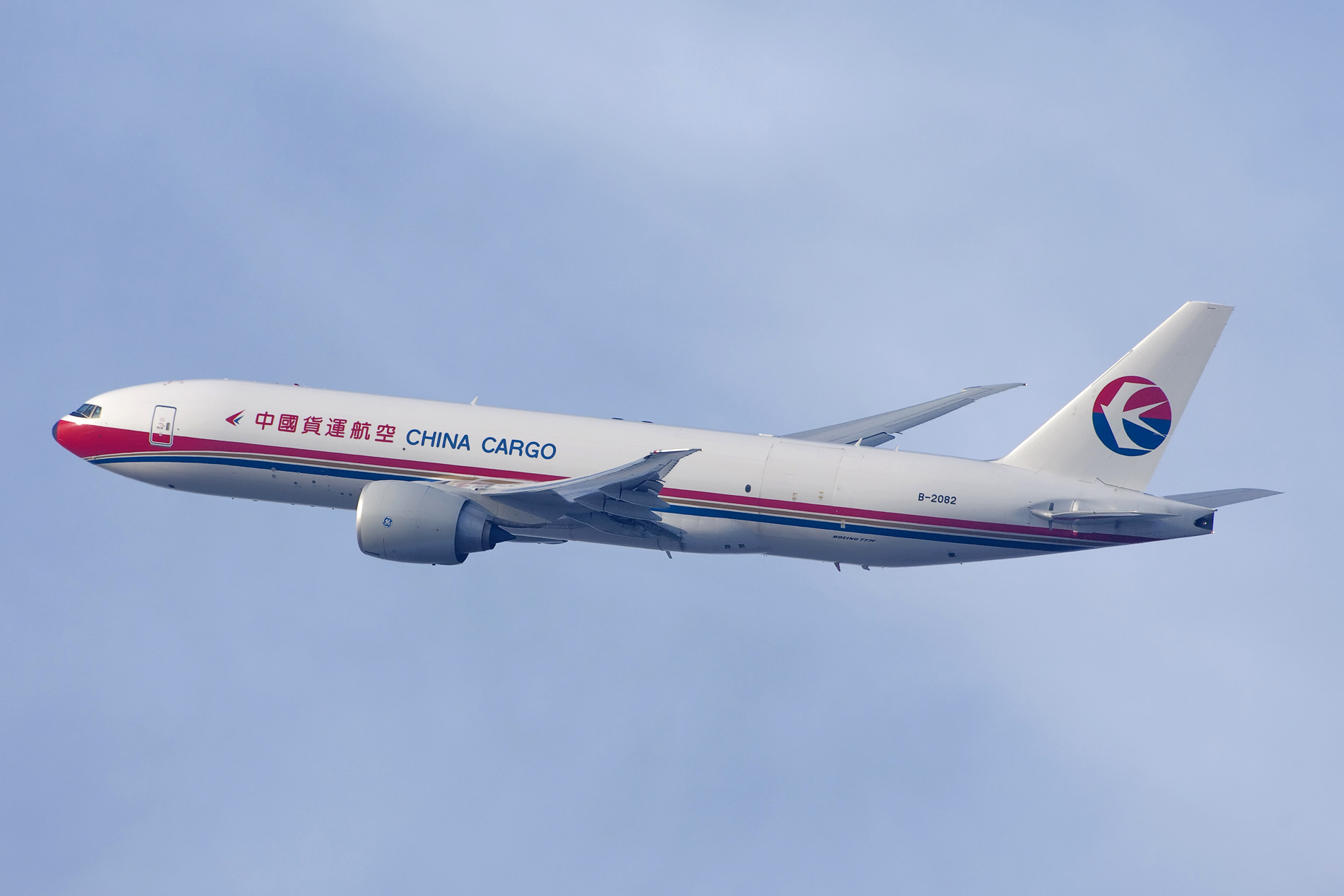
中国貨運航空の777F

777型貨物機 (777 Freighter) は777-200LR型をベースにした貨物機バージョンである。基本的には、-200LRのエンジンと機体（構造は貨物機用に強化）に、-300ERの燃料タンクと降着装置を組み合わせたもので、2005年に発表された。ローンチカスタマーはエールフランスである。
777Fの最大ペイロードである103トンは現行の主力大型貨物機747-200F（最大ペイロード 110トン）や、747-400ERF（最大ペイロード 112トン）にわずかにとどかないが、747-400ERFの後継にあたる747-8Fはさらに大きなペイロード（140トン程度）となりひとクラス上に移行するので、747-200Fおよびマクドネル・ダグラスMD-11F（最大ペイロード90トン）といったペイロード100トンクラス機の代替となる。最大ペイロード時の航続距離は9,000キロメートルほどだが、小包類などの、容積は大きいが重量はさほどでもない貨物輸送において最大ペイロードを下回るケースでは、燃料経済性に優れるため航続距離の伸びが大きく、ノンストップでの太平洋横断も可能となる。
777F初号機は2009年2月19日にエールフランスに引き渡され、その後同年10月までに5社9機の引渡しが行われた。
大手貨物航空会社のフェデックス・エクスプレス（FedEx）は、2007年8月時点において、マクドネル・ダグラス社製の貨物機が主力機材である。これは大手旅客航空会社が放出した状態の良い中古機を改造することにより、新造機よりも手ごろな価格で輸送力の高いワイドボディ機を導入できることが大きなメリットであった。しかし、航空貨物輸送の需要は今後も伸び続けることが確実視されており、近未来の高需要路線においては大型・超大型機の導入が不可欠であると考えられた。また、クルー3名を必要とするDC-10Fの経年退役ならびにMD-11Fの代替としての必要性も加味し、A380-800Fを10機発注した。
ところがA380-800Fは、貨物型運用しても中2階設置コクピットに起因しノーズカーゴドアが設置出来ず長尺貨物の積載が困難なことやアッパーデッキへの貨物コンテナ積載方法など747Fで対応できていることに対応できず開発コストに対する運用メリットが少なく、旅客型納入スケジュールの遅れによる開発遅延も確定的となり、貨物型の引渡し日程は事実上白紙とされ、企業戦略の大幅変更に迫られたFedExは、エアバス社に対して発注を全数キャンセルした。その代替として目を付けたのが777Fであり、15機を発注してローンチカスタマーであるエールフランスに次いで2社目の発注会社となった。さらにFedExは777Fを追加発注し、エールフランスを越して世界最大のカスタマーとなる。

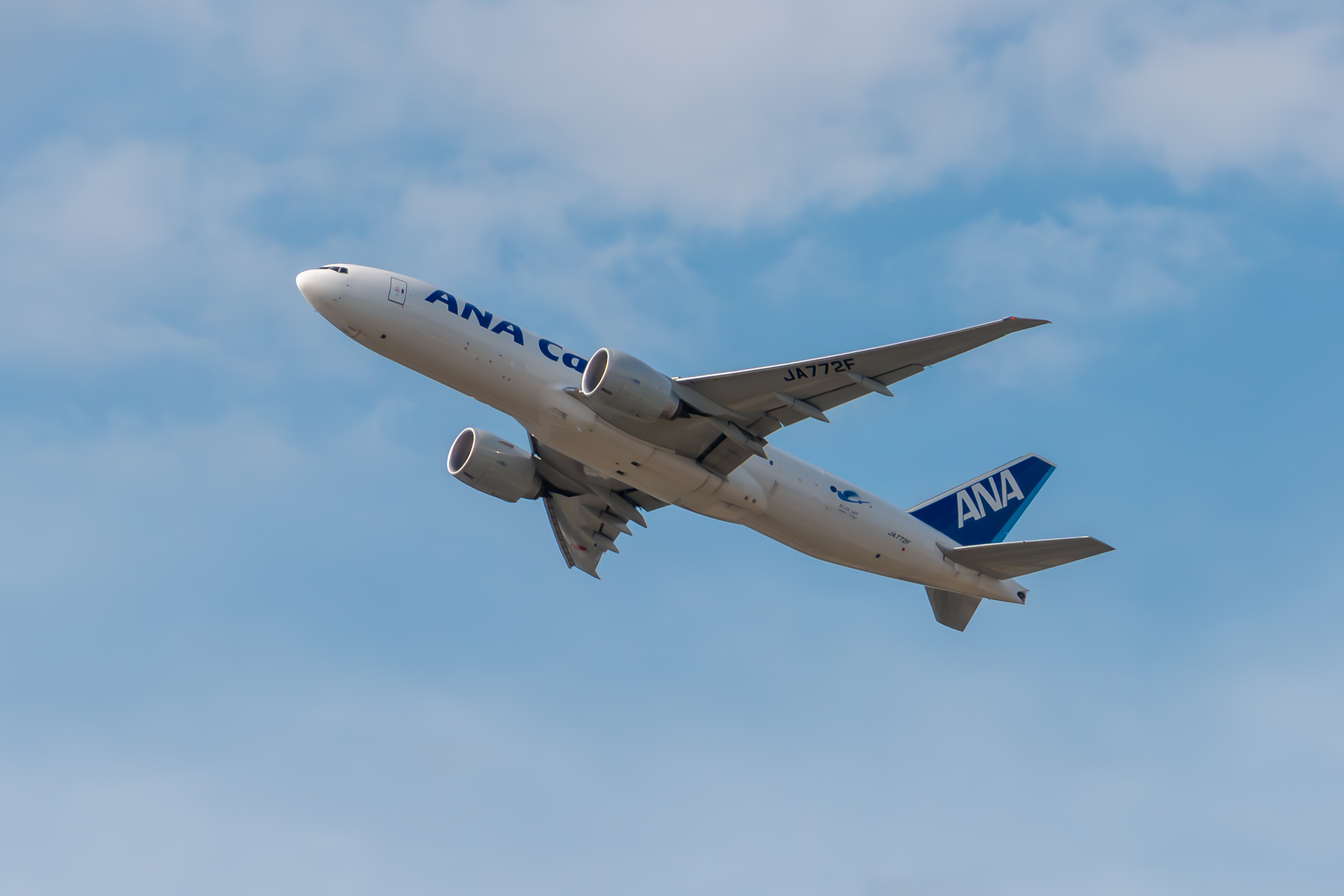
全日本空輸で運行されているB777F

2015年9月現在、777型フレイターは、世界の航空会社11社から2015年10月現在160機の受注を獲得し、このうち115機が受領済みで、日本では、全日本空輸が2014-16年度中期経営計画ローリングプランでこの機材導入を検討し、旅客機から貨物機へ改修する「ボーイング・コンバーテッド・フレーター (BCF)」プログラムで検討されている777-200ERのBCF型も検討していたが、ボーイング側の「777BCF」をローンチする可能性について、「技術的課題がある」との見解を受け、アジア・中国と北米間において、航空機エンジンや半導体製造装置、リチウムイオンバッテリーや医薬品などの危険品・特殊品輸送需要が逼迫してきたことから2018年3月23日新造機を2機導入する事を発表、2019年度に受領運航することとなった。初便就航は2019年7月2日、成田＝上海（浦東）線、10月27日には成田＝シカゴ線にも就航する。
ライバルはエアバスA330Fである。

### 777-300ERSF（改修機）
ゼネラル・エレクトリック系列航空機リース会社GEキャピタル・アビエーション・サービス (GECAS) と737NGシリーズや747-400，767での旅客型から貨物型への改修実績のあるイスラエル・エアロスペース・インダストリーズ (IAI) は2019年10月16日、777-300ER貨物機 (SF) の市場投入と、貨物機改修プログラムの開始を発表。このプログラムは、GECASとIAIが共同出資事業で、プログラム開始からアメリカ連邦航空局 (FAA)、イスラエル民間航空局 (CAAI) の追加型式証明 (STC) の取得まで3年、航空機の改修に約4カ月から5カ月を計画していて2022年の就航を予定している。
2020年6月4日、同年2月までエミレーツ航空で旅客便運用されていた777-300ER製造番号 (msn) は「32789」をイスラエル・テルアビブ国際空港へ移動され、IAI工場にてメインデッキに貨物ドアの追加、乗務室の改修、9G耐久の貨物バリアによる機体強化など、大規模な改修が実施予定でGECASは777-300ERSFのローンチカスタマーとなり、15機を確定注文、15機のオプション契約しているとされている。なお一連の777-300ERSF改修プログラムは「ビッグ・ツイン」と呼ばれている。

### 777-200LRMF、777-300ERMF（どちらも改修機）
2020年12月設立のソフトバンクの孫会社マンモス・フレイターズでは、同じソフトバンクのグループ会社「フォートレス・インベストメント・グループ」と共に2021年9月、ボーイング777-200LR型機・ボーイング777-300ER型機の貨物機改修プログラムに着手したと発表した。777-200LR型機は、元デルタ航空で運航されていた同型機を10機収得済みで、そのうちの機体番号：N705DNが最初の改修機を見込んでいる。型式につくMFとは「Mammoth Freighter」のことを指す。2023年後半にはアメリカ連邦航空局 (FAA) によるGEエンジン搭載の777-200LR、777-300ERの2機種の旅客機から貨物機へ改修する追加型式証明書 (STC) 取得と運航開始を目指す。

### 777-8X（開発中）/777-9

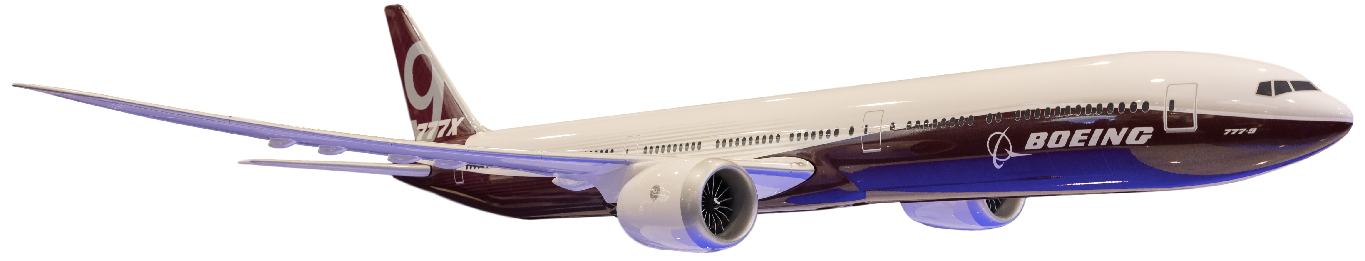
777-9Xの模型

ボーイング社は、現行の777型からさらなる改善を検討している。その改善として検討されている型式であり、概要は以下の通り。
目標は、翼の大型化による揚抗比の改善、新型エンジンGE9Xによる10%の比燃費改善、機体全般での材質変更などと合わせて、1席当たり15%の燃費改善である。機体としては、新大型翼周りの胴体の最適化と、777-300ER型（3クラス365席仕様）比で胴体の延長と短縮を計画している。777-8は777-300ERより胴体を短縮、777-9は777-300ERより胴体を延長する。対抗機種としては、A350-1000XWB。2013年後半の787-9の就航に続くワイドボディ機の就航として時期を見計らっている。なお、標準座席仕様は777-8Xが353席、-9Xは407席を見込んでいる。
777ファミリーとしては、777-200型から777-300型への増席以来、2回目の大幅の座席数変更となる。具体的な変更点として、主翼幅が777-300ER型が64.8mであるのに対し71.3mとなる（747-8より3m広がる）。しかし2014年現在の各主要空港施設設計では駐機スペースの間隔が狭く、隣在する施設の使用にも制限する必要があるので、主翼に折り畳む機能を装備して地上では全幅を64.8mにし従来機のサイズに対応できるようになっている。
この主翼折りたたみ方式は従来のボーイング777シリーズでもオプション装備できる計画があったが、折りたたみ機構装備による機体重量増やメンテナンス性の低下を恐れた航空会社側から導入を敬遠された経緯があった。また、この主翼折りたたみ方式は離陸前に展開、着陸後に折り畳む必要があるがどの時点で展開・収納するか、展開忘れを防止する装置の追加をするなど、検討する課題も多い。
また変更点として、主翼の素材が777-300ER型が金属製であるのに対し炭素繊維となることが挙げられる。一方で、使用エンジンは777-300ER型と同様にGE90が検討されているが、スケールダウンがなされる予定である（計画名：GE9X）。このエンジンはGEnxを基盤とした技術を導入し、タービンセクションにはセラミック母材の複合材が使用される。エンジンの仕様は777-300ER型に搭載されている直径3.43m・推力115000ポンドのGE90-115Bに対し、GE9Xは直径3.25mそして15500ポンド減の推力99500ポンドと、GE90-115Bに対して直径・推力共にダウンサイジングとなる予定である。この計画が実現に至れば、777ファミリーで初めて複合材料が使用そして製造されることとなり、777の歴史で大きな変化が遂げられることとなる。
加えて検討の一部ではあるが、747-8や737ファミリーでも実施したように、新しい787スタイルのLED照明と大型手荷物入れなどの内装を取り入れることを予定している。コクピットではボーイングは将来型航空管制管理システムに合わせた電子機器を考えており、787のARINC 629基準を取り入れ、777にも電子化が進められる予定である。なおバッテリーは2013年1月以降に787のバッテリートラブルが多発したことを受け、従来のB777シリーズで販売されているタイプと同じくニッケルカドミウム電池が搭載される。777-8/-9が開発されることにより、ボーイングは、標準座席仕様・330席の787-10から同仕様・467席の747-8までの全ての座席仕様を網羅することが可能となる。
2013年9月19日、ルフトハンザドイツ航空が777-9を34機確定発注（オプション7機、最大64機）。
2013年11月17日、ドバイ・エアショーで、現777ファミリーを全て所有するエミレーツ航空から150機、エティハド航空から25機、カタール航空から50機の発注を受けて、正式にプログラムローンチを決めた。
2014年3月27日、全日本空輸はボーイング777-300ERの後継機として、20機の777-9の導入を決めた。2016年1月に全日空が発表したA380及びB787シリーズと共に、777-9が同社の次世代主力ワイドボディ旅客機となる。「777-9」は2017年製造開始、2020年初号機引渡しを目指す。
2020年1月26日（現地時間1月25日午前10時9分頃）に777-9(N779XW)が、初飛行に成功した。

### 軍用型

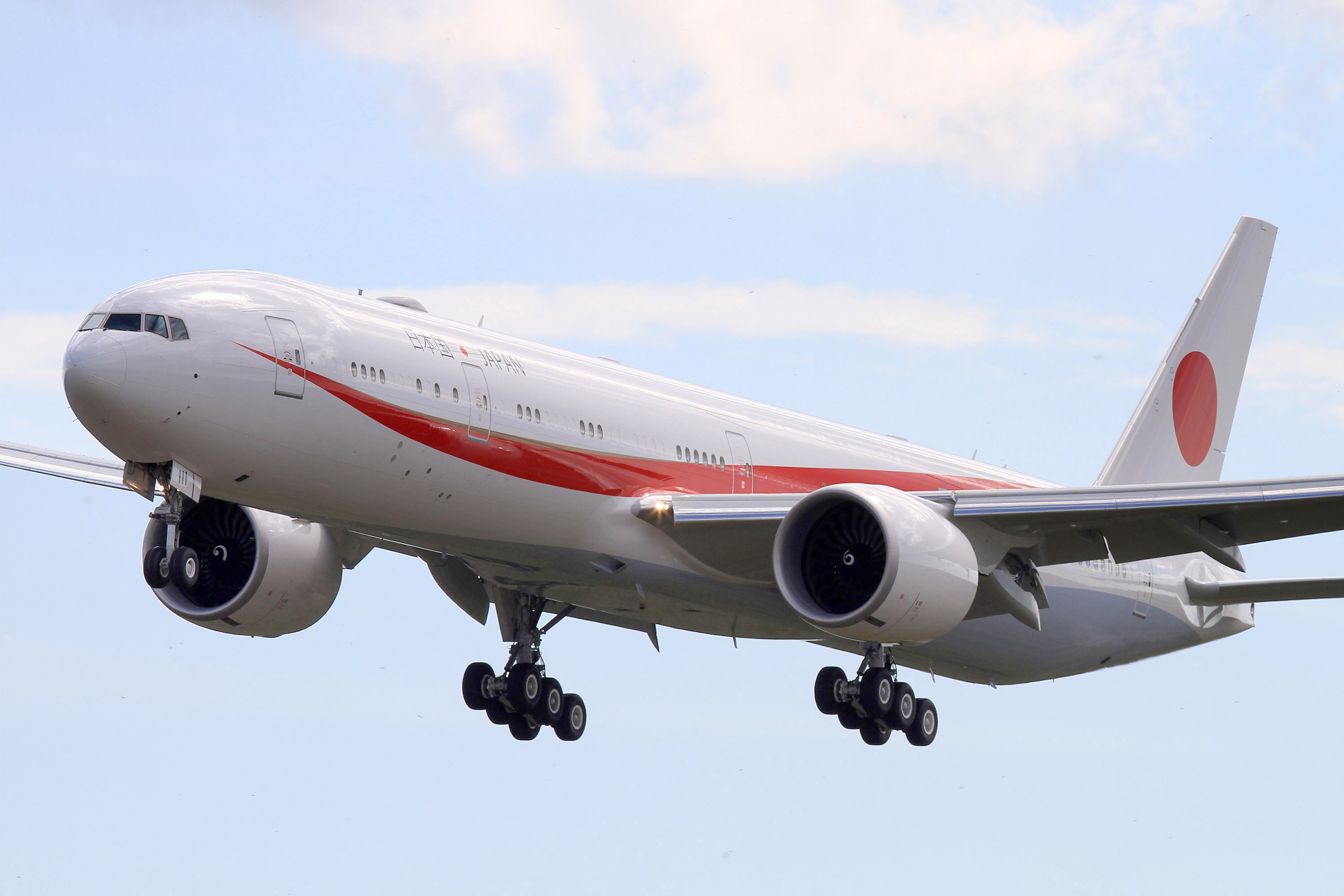
ボーイング777初の軍用機となる
日本国政府専用機

アメリカ空軍のKC-Xにおいて空中給油機型のKC-777が提案されたが、KC-767（後にKC-46Aとして採用）に敗れている。
日本の航空自衛隊が運用する日本国政府専用機として使用している747-400の後継機として777-300ERを導入し、2019年4月に運用を開始した。これが777初の軍用機となる。
2015年5月にはインド政府および空軍が運用するインド共和国政府専用機についても、日本と同様の777-300ER型機に決定したと報じられた。インドはエア・インディアのクラシック747型機を活用して要人輸送を実施してきたが、経年化やミサイル警報装置が装備されていないことなどの問題などから新しく777-300ERを2機導入し、大統領および首相専用機としてインド空軍が運航することになるという。2018年3月、NSSFは2機の改装のために資金を提供した。777-300ERがエア・インディアに2月に供給され、その後近代的なコミュニケーションおよびセキュリティシステムを備えるため米国に送られるという。2機は2020年に準備が整う予定で、完了すれば現在VIP機として用いられている747-400型機は段階的に廃止される。

## 仕様
| 項目＼機種              | 777-200                                                                           | 777-200ER                                                                   | 777-200LR                                                                                | 777F | 777-300                                                                                     | 777-300ER                                                              | 777-8                                                             | 777-9                                                             |
| ----------------------- | --------------------------------------------------------------------------------- | --------------------------------------------------------------------------- | ---------------------------------------------------------------------------------------- | --- | ------------------------------------------------------------------------------------------- | ---------------------------------------------------------------------- | ----------------------------------------------------------------- | ----------------------------------------------------------------- |
| 全長                    | 63.7 m (209 ft 1 in)                                                              | 63.7 m (209 ft 1 in)                                                        | 63.7 m (209 ft 1 in)                                                                     | 63.7 m (209 ft 1 in)                                                                                        | 73.9 m (242 ft 4 in)                                                                        | 73.9 m (242 ft 4 in)                                                   | 69.55m (228 ft 2 in)                                              | 76.48m (250 ft 11 in)                                             |
| 全幅                    | 60.9 m (199 ft 1 in)                                                              | 60.9 m (199 ft 1 in)                                                        | 64.8 m (212 ft 7 in)                                                                     | 64.8 m (212 ft 7 in)                                                                                        | 60.9 m (199 ft 1 in)                                                                        | 64.8 m (212 ft 7 in)                                                   | 71.75m (235 ft 5in) 飛行展開時 64.85m (212 ft 9in) 地上折り畳み時 | 71.75m (235 ft 5in) 飛行展開時 64.85m (212 ft 9in) 地上折り畳み時 |
| 胴体径                  | 外径 6.19m 内径 5.86m                                                             | 外径 6.19m 内径 5.86m                                                       | 外径 6.19m 内径 5.86m                                                                    | 外径 6.19m 内径 5.86m                                                                                       | 外径 6.19m 内径 5.86m                                                                       | 外径 6.19m 内径 5.86m                                                  | 外径 6.19m 内径 5.97m                                             | 外径 6.19m 内径 5.97m                                             |
| 乗客数 3クラス          | 約300                                                                             | 約300                                                                       | 約300                                                                                    | - | 365-368                                                                                     | 365-368                                                                | 353                                                               | 407                                                               |
| 乗客数 2クラス          | 400                                                                               | 400                                                                         | 400                                                                                      | - | 451                                                                                         | 451                                                                    | 350-375                                                           | 400-425                                                           |
| 乗客数 1クラス          | 440                                                                               | 440                                                                         | 440                                                                                      | - | 550                                                                                         | 550                                                                    | 未発表                                                            | 未発表                                                            |
| 座席数導入例 (F+C+PY+Y) | ANA国内線 405(21+0+0+384) ユナイテッド航空 344(0+32+98+214)                       | ANA国内線 392(28+0+0+364) 405(21+0+0+384)                                   | エア・カナダ 270(0+42+0+228) エミレーツ航空 266(8+42+0+218) カタール航空 259(0+42+0+217) | - | ANA国内線 514(21+0+0+493) キャセイパシフィック航空 398(0+42+0+356) 大韓航空 338(0+41+0+297) | JAL国際線 244(8+49+40+147) ANA国際線 212(8+64+24+116) 212(8+68+24+112) | -                                                                 | -                                                                 |
| 貨物室容積              | 合計 150 m3 8 パレット +LD-7 8台 or 32 LD-3 + バルク 17 m3                        | 合計 150 m3 8 パレット +LD-7 8台 or 32 LD-3 + バルク 17 m3                  | 合計 150 m3 8 パレット +LD-7 8台 or 32 LD-3 + バルク 17 m3                               | 合計 653 m3 上部デッキ 518 m3 27パレット 下部デッキ 117.5m3 10パレット + バルク 17m3 最大ペイロード 103.9 t | 合計 265 m3 8 パレット +LD-7 8台 or 44 LD-3 + バルク 17 m3                                  | 合計 265 m3 14 パレット or 44 LD-3 + バルク 17 m3                      | 未発表                                                            | 未発表                                                            |
| 最大離陸重量            | 247,210 kg                                                                        | 297,824 kg                                                                  | 347,452 kg                                                                               | 347,450 kg                                                                                                  | 297,560 kg                                                                                  | 394,600 kg                                                             | 未発表                                                            | 342,000 kg                                                        |
| 最大搭載燃料            | 117,335 L                                                                         | 171,160 L                                                                   | 202,287 L                                                                                | 181,280 L                                                                                                   | 171,160 L                                                                                   | 181,280 L                                                              | 未発表                                                            | 未発表                                                            |
| 航続距離                | 9,649 km                                                                          | 14,316 km                                                                   | 17,446 km                                                                                | 9,195 km | 11,029 km                                                                                   | 14,594 km                                                              | 17,220 km                                                         | 15,185 km                                                         |
| 離陸滑走距離            | 2,440 m                                                                           | 3,380 m                                                                     | 2,800 m                                                                                  | 2,830 m | 3,230 m                                                                                     | 3,050 m                                                                |                                                                   |                                                                   |
| エンジン                | GE90-76B GE90-77B PW 4074 PW 4077 トレント875 トレント877 トレント884 トレント892 | GE90-85B GE90-90B GE90-92B GE90-94B PW 4084 PW 4090 トレント892 トレント895 | GE90-110B1                                                                               | GE90-110B1L                                                                                                 | GE90-92B PW 4090 PW4098 トレント892                                                         | GE90-115B                                                              | GE9X                                                              | GE9X                                                              |
| 巡航速度                | マッハ数0.84                                                                      | マッハ数0.84                                                                | マッハ数0.84                                                                             | マッハ数0.84                                                                                                | マッハ数0.84                                                                                | マッハ数0.84                                                           | 未発表                                                            | 未発表                                                            |

## 販売実績
2007年、ブラジルのTAM航空から4機の777-300ER型機を受注したことにより、777型ファミリーの総受注数は1990年の初号機受注以来1003機となり、ボーイング社の民間大型旅客機部門では747ファミリーに次いで1000機を達成した。同シリーズの通算1000機目受領は、エミレーツ航空向けの777-300ERだった。
| 年     | 合計 | 2022 | 2021 | 2020 | 2019 | 2018 | 2017 | 2016 | 2015 | 2014 | 2013 | 2012 | 2011 | 2010 | 2009 | 2008 | 2007 | 2006 | 2005 | 2004 | 2003 | 2002 | 2001 | 2000 | 1999 | 1998 | 1997 | 1996 | 1995 | 1994 | 1993 | 1992 | 1991 | 1990 |
| 受注数 | 2100 | 27   | 53   | 10   | -3   | 51   | 53   | 23   | 58   | 277  | 121  | 75   | 194  | 75   | 30   | 39   | 110  | 76   | 153  | 42   | 13   | 32   | 30   | 116  | 35   | 68   | 54   | 68   | 101  | 0    | 30   | 30   | 24   | 28   |
| 納入数 | 1679 | 2    | 24   | 26   | 45   | 48   | 74   | 99   | 98   | 99   | 98   | 83   | 73   | 74   | 88   | 61   | 83   | 65   | 40   | 36   | 39   | 47   | 61   | 55   | 83   | 74   | 59   | 32   | 13   |      | -    | -    | -    | -    |

## 受注状況
|           | 受注 | 納入 | 残  |
| 777-200   | 88   | 88   | -   |
| 777-200ER | 422  | 422  | -   |
| 777-200LR | 61   | 60   | 1   |
| 777-300   | 60   | 60   | -   |
| 777-300ER | 838  | 838  | -   |
| 777F      | 231  | 187  | 44  |
| 777X      | 309  | -    | 309 |
| 合計      | 2009 | 1595 | 354 |

## 競合機種
- イリューシン Il-96
- エアバス A340
- エアバス A350 XWB

## 運用状況

### 現在の運用者（一部）
2021年11月現在

#### 777-200型
- 全日本空輸[62]
- ユナイテッド航空[63]

#### 777-200LR型
- エア・カナダ[64]
- エア・インディア[65]
- エミレーツ航空[66]
- エチオピア航空[67]
- イラク航空[68]
- パキスタン国際航空[69]
- カタール航空[70]
- トルクメニスタン航空[71]

#### 777-200ER型
- ウクライナ国際航空
- エールフランス[72]
- 全日本空輸[62]
- アメリカン航空[73]
- アシアナ航空[74]
- オーストリア航空[75]
- ブリティッシュ・エアウェイズ
- エル・アル航空[76]
- ジンエアー[77]
- KLMオランダ航空[78]
- 大韓航空[79]
- ノックスクート[80]
- パキスタン国際航空[69]
- TAAGアンゴラ航空[81]
- タイ国際航空
- ユナイテッド航空[63]
- アメリカ航空宇宙局（AIRBORNE LABORATORYとしてDC-8-72から切り換え予定、元日本航空：JA704J）[82]

#### 777-300型
- 全日本空輸[62]
- キャセイパシフィック航空[83]
- 大韓航空[79]
- ロシア航空[84]

#### 777-300ER型
- アエロフロート・ロシア航空[85]
- エール・オーストラル[86]
- エア・カナダ[64]
- 中国国際航空[87]
- エールフランス[72]
- エア・インディア[65]
- ニュージーランド航空[88]
- 全日本空輸[62]
- アメリカン航空[73]
- ビーマン・バングラデシュ航空[89]
- ブリティッシュ・エアウェイズ
- キャセイパシフィック航空[83]
- チャイナエアライン（中華航空）[90]
- 中国東方航空[91]
- 中国南方航空[92]
- エジプト航空[93]
- エミレーツ航空[66]
- エチオピア航空[67]
- エティハド航空[94]
- エバー航空[95]
- インド空軍 - 2機（2024年時点）[96]
- ガルーダ・インドネシア航空[97]
- 日本航空[98]
- KLMオランダ航空[78]
- 大韓航空[79]
- クウェート航空[99]
- LATAM ブラジル[100]
- フィリピン航空[101]
- パキスタン国際航空[69]
- カタール航空[70]
- ロシア航空[84]
- サウジアラビア航空[102]
- シンガポール航空[103]
- スイス国際航空[104]
- TAAGアンゴラ航空[81]
- タイ国際航空
- ターキッシュ エアラインズ[105]
- ユナイテッド航空[63]
- アズール・エア[106]
- アズール・エア・ウクライナ[107]
- ティーウェイ航空 - 2機[108]

#### 777-8型（予定）
- エミレーツ航空
- カタール航空

#### 777-9型（予定）
- 全日本空輸
- ブリティッシュ・エアウェイズ
- キャセイパシフィック航空
- エミレーツ航空
- エティハド航空
- ルフトハンザドイツ航空
- カタール航空
- シンガポール航空

#### 777-8F型（予定）
- カタール航空
- エチオピア航空
- ルフトハンザ・カーゴ
- 全日本空輸[109]

### 退役済み（一部）
横線は倒産・消滅した航空会社。
- マレーシア航空[110]
  - 1機は撃墜されて全損、1機は行方不明、5機はスクラップ、残りの10機はストア中
- ベトナム航空[111]
  - 5機ストア中、2機はPIA、それぞれ1機ずつアリタリア、オーストリア航空、ノードウィンド航空へ移籍して運用中
- ロイヤルブルネイ航空[112]
  - 6機のうちの2機がLATAM チリ（1機ストア中）、1機がニュージーランド航空、1機がスペインの航空会社に移籍。残りの2機はシンガポール航空で運用されている。
- スクート[113]
  - 1機はノックスクートへ移籍し運用中、3機はストア中、残りの2機はスクラップ
- ガルフ・エア[114]
  - 4機全てがジェットエアウェイズへ移籍（ストア中）
- ケニア航空[115]
  - 3機はトルコ航空へ、もう3機はオムニエアインターナショナルへ移籍し運用中、もう1機はストア中
- デルタ航空
- 日本エアシステム
  - 日本航空への統合に伴い、移籍。しかし、エンジン問題により2020年度中に全機退役。
- アリタリア-イタリア航空
  - 2021年の経営破綻後、再国有化により誕生したITAエアウェイズには引き継がれず、全機退役。
- ジェットエアウェイズ
- コンチネンタル航空
  - 2010年5月2日にユナイテッド航空と経営統合し、現在も全機がユナイテッド航空で運用中。
- トランスアエロ航空
- オレンブルク航空
- VIM航空
- ラウダ航空
  - 現在もオーストリア航空で使用中である。
- ヴァリグ・ブラジル航空
- ウクライナ国際航空
- スリナム・エアウェイズ
- ヴァージン・オーストラリア
  - 2020年の経営破綻に伴い、経営再建のため単一機材（737ファミリー）による経費削減により、全機退役。

### 現在の運用状況
- 300席から500席クラスまでをカバーできるオールマイティ性に富み、双発エンジンであるため3・4発機ほどの滑走路長 (2500 - 3000m) の制約を受けず、なおかつETOPS認定によるエンジンの信頼性向上により、結果として世界の航空会社から747クラシックや747-400、DC-10、MD-11、さらにはキャセイパシフィック航空やフィリピン航空、シンガポール航空などでは、A340の代替とされるほどの支持で一部の4発機を凌ぐ存在となった。そして、2004年ごろからの原油価格高騰で4発機を敬遠する航空会社が増える状況下より重宝される存在となっており、かつて多くの747-400を運航していた日本航空やシンガポール航空は777を主力機とする一方、老朽化の進む747-400を退役させた。2017年時点で1400機以上が生産・納入されたベストセラー機となっている。しかし就航開始から20年が経過することもあり、2013年から2014年にかけて日本航空やシンガポール航空、エミレーツ航空などは後継機としてA350や777-9Xの導入を決定した。退役はシンガポール航空などから始まり、日本航空でも2014年6月から777-200が、2015年3月からは777-300が順次退役している。全日本空輸でも2016年5月から777-200の退役が開始された。またエミレーツ航空は、777-200の全機退役を2015年夏のうちに完了させ、後述の2件の事故があったマレーシア航空においても2016年1月末までに退役した[116]。これが777シリーズ全機退役第1号となった。
- 大阪国際空港（伊丹空港）では、市街地における航空機の騒音対策として2005年4月から747-400/400D以外のジェットエンジンが3基以上の旅客機（747クラシックやDC-10、MD-11など）について同空港への営業運航が禁止され、さらに2006年4月1日からは全てのジェットエンジンが3基以上の旅客機の営業運航が禁止された。このため、日本航空や全日本空輸は同空港と東京国際空港（羽田空港）や新千歳空港などを結ぶ路線に747の後継として777を就航させている。
- 日本航空はこれまで747-400が就航していたロンドンやパリ、フランクフルト、モスクワといったヨーロッパ路線や、バンコクやシンガポール、ニューデリー、シドニーなどの東南アジア路線や西アジア路線、オーストラリア路線、そしてシカゴやニューヨーク、ロサンゼルスなどの北アメリカ路線をはじめとする太平洋路線に、より経済性に優れるだけでなく、各種機内設備が充実した777-200ERや777-300ERを就航させている。全日本空輸も、747-400が就航していた路線を777-300ERに置き換えた。日本航空、全日本空輸ともに洋上を飛行するにあたり、ETOPSの認定を受けている。全日本空輸では、ビジネスクラスの需要が予想通りに伸びないことからパリのみ最後までエコノミークラスの多い747-400での運航も行われていた。しかし、2011年度をもって747-400が営業運航を終了したことで、ヨーロッパ路線もすべて777-300ERに置き換えられた。
- 日本航空では、国内線向けの10機 (777-200 777-300) に恒星の名前を付けたスタージェットと呼ばれる塗装で運航していた（4代目塗装になり消滅）。

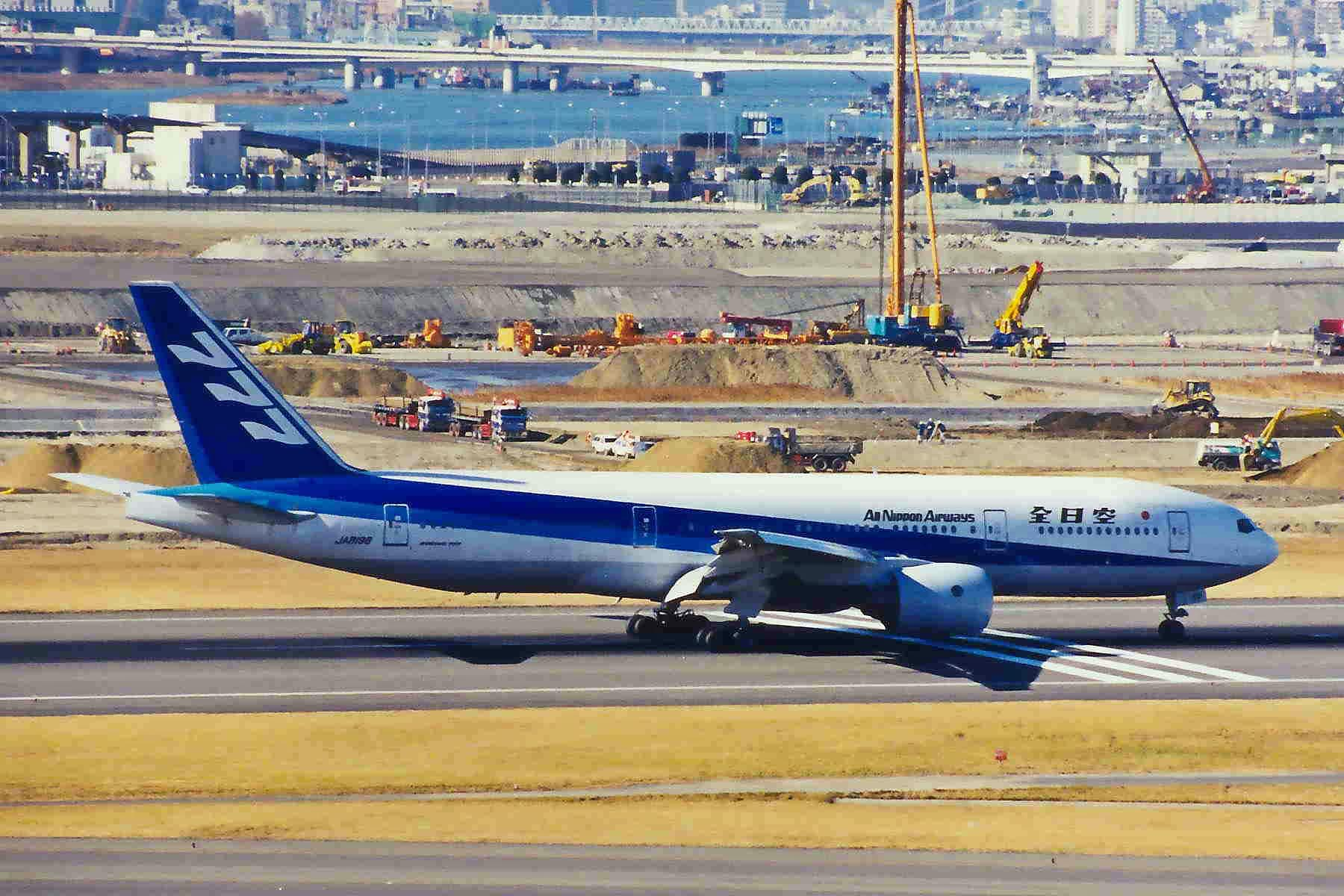
全日空のボーイング777-200（JA8198）

- 777は当初、「767と見分けがつかない」といわれ、全日本空輸では777-200型機の初期に受領した3機 (JA8197, 8198, 8199) は就航当初、垂直尾翼に「ANA」ロゴの代わりに「777」と表記していた。777-300型機の初期に受領した2機 (JA751A, 752A) は就航当初は胴体に「風」のイラストを描いて運航していた。これは777-300型機のアピールに使用されたが、エバー航空の777-300ER型機や2019年度から運用を開始する新たな日本国政府専用機の777-300ER型機にも似た塗装が施されている。
- 日本国政府専用機の747-400型機が2018年に退役することから、内閣官房と防衛省、航空自衛隊は2019年度より運用を開始する後継機として、777型機を候補としていて[117]、2014年4月になって飛行性能に加えて日米同盟の関係強化に向けた姿勢などを重視し、導入後のメンテナンス委託先も確保しやすいことから同型機を導入する方向で最終調整していることが報道された。なお、選定候補に挙がっていた787は機内空間の狭さ、A350 XWBは現行機がボーイング製という継続性と日米同盟関係という外交的政治判断によって選定から外れている。なお、747-8およびA380は当初から選定外である[118]。2019年3月24日、航空自衛隊千歳基地にて新旧（B747-400からB777-300ERへ）の交代式典が行われた[119]。同年4月1日よりB747-400に代わり、日本国政府専用機として運用を開始した。
- ボーイング自身は旅客機から貨物機 (BCF) での転用は技術的課題があり実現に難色を示していたが、2020年に入り新型コロナウィルス感染拡大に伴う旅客需要の低下で、エア・カナダが現在保有しているB777-300ERの座席を撤去させ、医療輸送などの目的とした貨物機で一時的に転用する計画があり、カナダ運輸省からは既に許可が下りている[120]。なお同様な取り組みとして、オーストリア航空もB777-200ER型機を使用した貨物輸送を行なっているが、こちらは座席を撤去させずにそのまま運用したりしていたが[121]、経年777-300ERや777-200LRをボーイング認証航空メーカーが100tペイロード貨物機へ改修、認証取得する複数計画が進行中である。
- 新型コロナウイルス感染症の世界規模での流行が長引く影響で旅客需要が低下していることからボーイング747-400、エアバスA340、A380とともに退役の動きが加速しており、デルタ航空は2020年10月末をもって全機退役[122]、日本国内においても日本航空は2022年度末を目処に国内線から777を全機退役[123]、全日空は保有機体のうち約半数を削減[124]の方針を打ち出していた。しかし、2021年2月に発生したユナイテッド航空保有のプラット・アンド・ホイットニー (P&W) 製エンジン搭載機のトラブルにより、同型機の日本国内での運航停止を国土交通省が指示。コロナ禍と相まって早期運航再開の目処が立たないことから日本航空は当初計画より1年前倒しで国内線仕様の777を全機退役させたことを発表した[125]。全日本空輸は2022年6月23日から順次運航再開し、同年10月までに全機運航再開予定となっている[126]。

## 事故・インシデント
777ファミリーは、1995年以来1,000機以上が製造・運航されている。運航開始当初から長らく全損事故・死亡事故は発生していなかったが、2008年にブリティッシュ・エアウェイズが初の全損事故を起こし、2013年7月にはアシアナ航空が全損かつ初の死亡事故を起こした。ただし、777の全損事故は2023年8月時点で6件であり（エンジン構造起因1件、火災4件、ヒューマンエラー1件、テロによる撃墜1件、不明1件、その他インシデントで1件）、乗客と乗員が死亡した事故は前述のアシアナ航空の事故と2014年のマレーシア航空の2件で540人が死亡している。この3件以外では乗員乗客の死亡者は出ておらず、他の全世界に広く普及している機種と比較して事故の件数は少なく、事故遭遇後の乗客の生還率も高い。

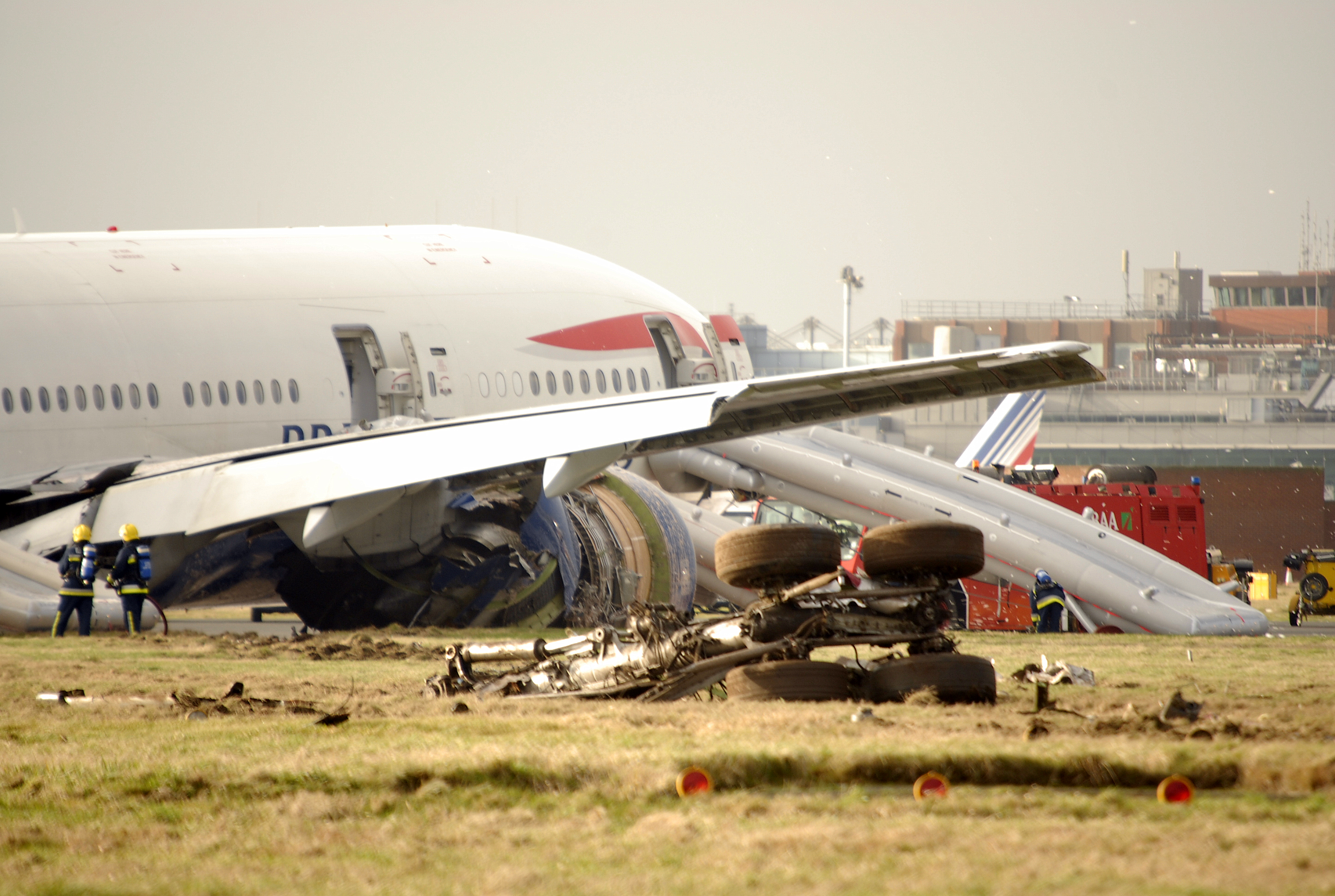
ブリティッシュ・エアウェイズ38便

- 2008年1月17日、北京首都国際空港発ロンドン・ヒースロー空港行きブリティッシュ・エアウェイズ38便（777-200ER型機、機体記号：G-YMMM）が着陸直前に2基のエンジンの出力を失い、滑空状態で滑走路手前の不整地に着地した。その後胴体を数百メートルにわたって引きずり、滑走路直前で停止した。この事故で胴体底部と両エンジン、主翼の一部が大破し、大量の燃料が漏れたものの幸い火災は発生しなかった。着地の衝撃などで18名が負傷した。
- 2011年7月29日、カイロ国際空港発キング・アブドゥルアズィーズ国際空港行きエジプト航空667便（777-200ER型機、機体記号：SU-GBP）がでコックピットから出火し全損した。出火した原因は不明である。
- 2013年7月6日、仁川国際空港発サンフランシスコ国際空港行きアシアナ航空214便（777-200ER型機、機体記号：HL7742）がサンフランシスコ国際空港で着陸に失敗、炎上し全損した。搭乗していた乗員乗客307人のうち3人が死亡[129]、日本人1人を含む182人が病院に運ばれた[130]。
- 2014年3月8日、クアラルンプール国際空港発北京首都国際空港行きマレーシア航空370便（777-200ER型機、機体記号：9M-MRO）が離陸後に管制塔との交信を絶った。航空機は北京首都国際空港に向かう途中だった。乗員乗客239人は全員死亡したと発表された[131]。
- 2014年7月17日、アムステルダム・アムステルダム・スキポール空港発クアラルンプール国際空港行きのマレーシア航空17便（777-200ER型機、機体記号：9M-MRD）が、ロシア国境に近いウクライナ東部のドネツィク州ドネツィク市近郊で墜落。ロシアのインタファクス通信がウクライナ内務省高官の情報として、地対空ミサイル攻撃で撃墜。乗員と乗客、合わせて298人全員が死亡したと発表した[132]。
- 2015年9月8日、ラスベガス・マッカラン国際空港発ロンドン・ガトウィック国際空港行きブリティッシュ・エアウェイズ2276便（777-200ER型機、機体番号：G-VIIO）が離陸滑走中に左エンジンが発火したため離陸を中止した。この便に乗っていた乗員13名、乗客159名は非常時に使用する緊急脱出スライドを使用し、機外に避難したが、脱出の際に7人が軽傷を負った[133][134]。
- 2016年5月27日、東京国際空港発金浦国際空港行き大韓航空2708便（777-300型機、機体番号：HL7534）が離陸滑走中にエンジン火災事故を起こした。この影響で東京国際空港は約2時間にわたって全面閉鎖、また当該機が離陸に使用していたC滑走路は約6時間にわたって閉鎖され、静岡空港や成田空港への目的地変更や出発地への引き返しなどが相次ぎ、約400便の欠航が発生するなど7万人以上の影響が出た。
- 2016年6月27日、シンガポール発ミラノ行きシンガポール航空368便（777-300ER、機体番号：9V-SWB）が、離陸して約2時間後に操縦室でエンジントラブルを示す警告ランプが点灯したため、チャンギ国際空港へ引き返した。同空港の第2滑走路へ緊急着陸直後に右エンジンから出火した。当該便は乗員19人・乗客222人の計241人が乗っていたものの、全員脱出して無事[135]。この影響で、第2滑走路は約2時間にわたって閉鎖された。777-300ERの事故は初。なお同機はその後修理を施し、通常通りの運航に戻っている。
- 2016年8月3日、トリヴァンドラム国際空港発ドバイ行きエミレーツ航空521便（777-300、機体番号：A6-EMW）が、着陸復航の際にオートパイロットを過信してスロットル操作を行わなかったため速度が低下し、降着装置が格納された状態で機体が滑走路に接触。機体は炎上し全損した。この便には、乗員18人・乗客282人合わせて300人が搭乗していたものの、全員脱出して無事だった。しかし、消火活動の際に消防士1名が死亡した[136][137][138]。777-300で初の全損事故であり、就航以来無事故を誇ってきた同社としても初の事故であった。この影響でドバイ国際空港は約5時間半に渡り全面的に閉鎖され、他空港への目的地変更などが発生した。
- 2017年9月5日11時頃、東京国際空港発ニューヨーク行き日本航空6便（777-300ER型機、機体番号：JA743J）が羽田空港34R滑走路を離陸滑走中、第1（左側）エンジンから出火した。離陸後、燃料投棄をし、12:09に羽田空港に緊急着陸した。乗員15人、乗客233人には怪我は無く、その後乗客は同型機別機材に乗り換え、17:15に再出発した。運輸安全委員会が重大インシデントとして調査を進めた結果、当該エンジンの低圧タービン第5段静翼の1枚に破断が見つかり、事故原因を、アーチバインディングによる応力集中により生じた亀裂が、エンジンの運転に伴う繰り返し応力により破断に至ったもの、と推定した[139][140][141]。
- 2018年6月29日12時40分頃、仁川国際空港発成田国際空港行きの大韓航空703便（777-300型機、機体番号：HL7573）が、成田空港着陸時に右主脚の車軸のひとつが折れ、その後誘導路で立ち往生した。乗客乗員335名にけがは無く、乗客は約2時間半後にバスでターミナルビルへと移動したが、国土交通省は、事故につながる恐れがある重大インシデントに該当すると認定した[142][143]。
- 2020年7月22日15時20分頃、上海浦東国際空港発アディスアベバ経由南米行きエチオピア航空3739便（777-200LRF型機（貨物機）、機体番号：ET-ARH）が、上海浦東国際空港で荷物の積み込み中に機体後部で火災が発生した。けが人はなく、出火原因は不明。火災の影響で空港を離着陸する他の便に一時遅れが発生した。
- 2020年12月4日、那覇発東京国際空港行きの日本航空904便（777-200型機、機体番号：JA8978）が離陸直後に左エンジンに不具合が発生し、那覇空港へ緊急着陸した。着陸後の点検で左エンジンのファンブレード2枚の脱落やエンジンカウルの損傷などが確認され、国土交通省は重大インシデントに認定。日本航空と全日空に同機全てのファンブレードの緊急点検を指示し、同月7日には問題がないことを確認した[144]。
- 2021年2月20日、デンバー発ホノルル行きユナイテッド航空328便（777-200型機、機体番号：N772UA）の右エンジンナセルがカウリングを含めて全て脱落、部品を地上に撒き散らし、エンジンの燃焼状況を露わにしながらデンバー空港に引き返す事態が起きた[145][146]。上記日本航空機同様、同機のエンジンがプラット・アンド・ホイットニー PW4000だったため、国土交通省は同一仕様の全ての777について運航を停止するよう日本航空と全日空に指示した[147][148][149]。またユナイテッドもPW4000を装備する全ての777を運航停止した（アメリカで同一機がある社はユナイテッドのみ）。
- 2023年7月11日、スイス・ジュネーブからモントリオール国際空港へ到着したエア・カナダ885便が、同空港の66番ゲートに到着後に給水車のエンジン部分から出火し、機体後部が損傷した[150]。乗員・乗客と空港の作業員に怪我はなかったが、給水車は全焼した。エア・カナダは関係当局と連携して、給水車の出火原因を調べている。
- 2024年5月21日、英国のロンドン・ヒースロー空港からシンガポール・チャンギ国際空港へ向かっていたシンガポール航空321便（ボーイング777-300ER、機体番号：9V-SWM、スターアライアンス塗装機）がミャンマー沖のベンガル湾上空を巡航中に激しい乱気流に巻き込まれ、バンコクのスワンナプーム空港に緊急着陸した。乗客1人が死亡、104人が負傷した[151]。ボーイング777-300ERにおける死亡事故は本件が初となる。